# Liste der Biografien/Mack
Liste der Biografien |
Portal Biografien |
Personensuche
# |
A |
B |
C |
D |
E |
F |
G |
H |
I |
J |
K |
L |
M |
N |
O |
P |
Q |
R |
S |
T |
U |
V |
W |
X |
Y |
Z |
?
 
Ma |
Mb |
Mc |
Md |
Me |
Mf |
Mg |
Mh |
Mi |
Mj |
Mk |
Ml |
Mm |
Mn |
Mo |
Mp |
Mq |
Mr |
Ms |
Mt |
Mu |
Mv |
Mw |
Mx |
My |
Mz
 
Maa |
Mab |
Mac |
Mad |
Mae |
Maf |
Mag |
Mah |
Mai |
Maj |
Mak |
Mal |
Mam |
Man |
Mao |
Map |
Maq |
Mar |
Mas |
Mat |
Mau |
Mav |
Maw |
Max |
May |
Maz
 
Maca |
Macb |
Macc |
Macd |
Mace |
Macf |
Macg |
Mach |
Maci |
Mack |
Macl |
Macm |
Macn |
Maco |
Macp |
Macq |
Macr |
Macs |
Mact |
Macu |
Macv |
Macw |
Macy |
Macz
Die Liste der Biografien führt alle Personen auf, die in der deutschsprachigen Wikipedia einen Artikel haben. Dieses ist eine Teilliste mit 482 Einträgen von Personen, deren Namen mit den Buchstaben „Mack“ beginnt.

## Mack
- Mack 10 (* 1971), US-amerikanischer Rapper
- Mack Chang, Helen (* 1952), guatemaltekische Menschenrechtsaktivistin
- Mack Chang, Myrna (1949–1990), guatemaltekische Anthropologin und Menschenrechtsaktivistin
- Mack Maine (* 1982), US-amerikanischer Rapper
- Mack von Leiberich, Karl (1752–1828), österreichischer General
- Mack, Alex (* 1985), US-amerikanischer American-Football-Spieler
- Mack, Alexander (1679–1735), deutsch-amerikanischer christlicher Erneuerer
- Mack, Allison (* 1982), US-amerikanische SchauspielerinAllison Mack (* 1982)

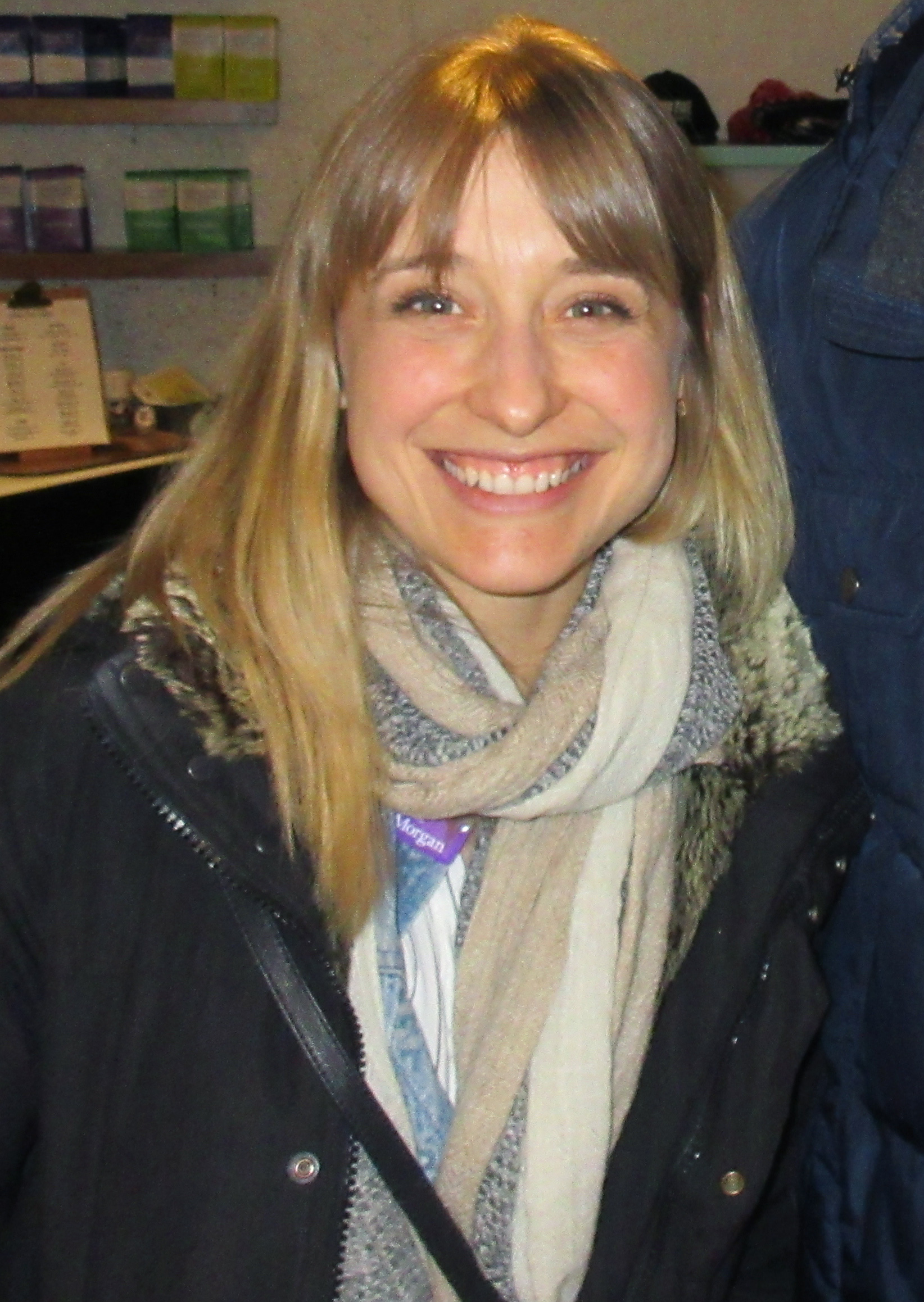
Allison Mack (* 1982)

- Mack, Andrew (1863–1931), amerikanischer Vaudeville-Künstler, Sänger, Schauspieler
- Mack, Angelika (* 1947), deutsche Juristin, Richterin und Gerichtspräsidentin
- Mack, Bill (1932–2020), US-amerikanischer Moderator und Musiker
- Mack, Burton L. (1931–2022), US-amerikanischer Religionswissenschaftler und Hochschullehrer
- Mack, Carl Friedrich (* 1785), Politiker der Freien Stadt Frankfurt
- Mack, Christy (* 1991), US-amerikanisches Fotomodell und ehemalige Pornodarstellerin
- Mack, Connie (1862–1956), US-amerikanischer Baseballspieler, Manager und Teambesitzer
- Mack, Connie (* 1940), US-amerikanischer Politiker
- Mack, Connie IV (* 1967), US-amerikanischer Politiker
- Mack, Cornelia (* 1955), deutsche Autorin und Religionspädagogin
- Mack, Craig (1970–2018), US-amerikanischer Rapper
- Mack, Daniel (* 1986), deutscher Politiker (Bündnis 90/Die Grünen)Daniel Mack (* 1986)

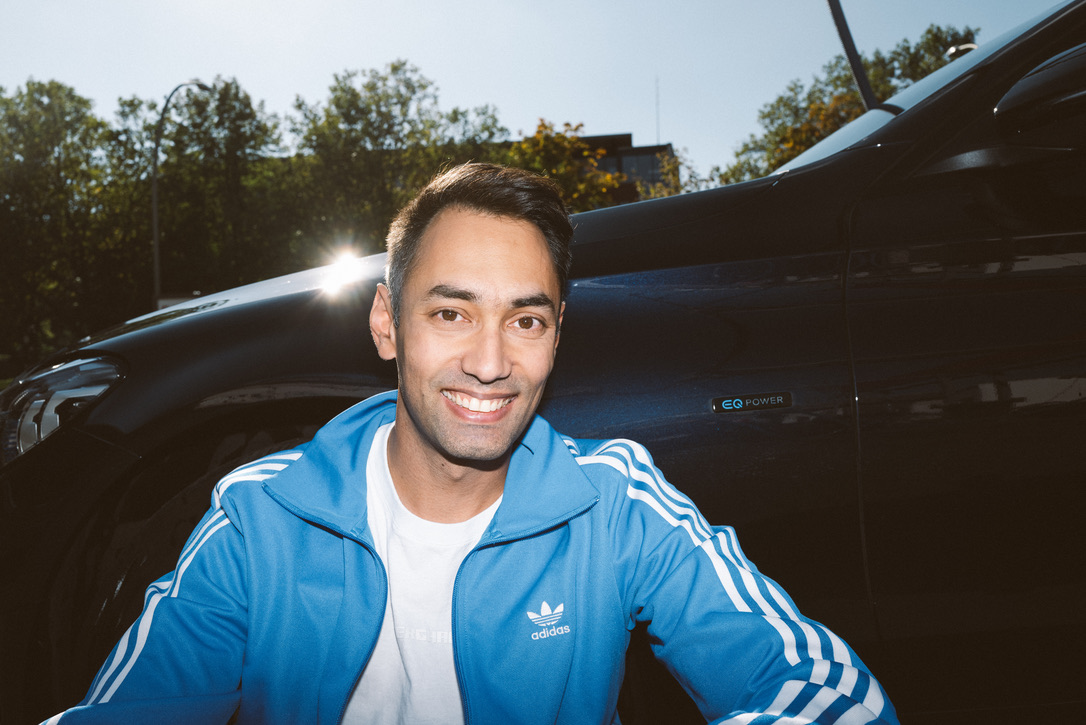
Daniel Mack (* 1986)

- Mack, David Alan (* 1969), US-amerikanischer Science-Fiction-Autor
- Mack, Deven (* 1988), kanadischer Synchronsprecher
- Mack, Dieter (* 1954), deutscher Komponist und Musiker
- Mack, Dietrich (1913–2001), deutscher Oberstudiendirektor, Altphilologe und Epigraphiker
- Mack, Dietrich (* 1940), deutscher Dramaturg
- Mack, Earle (* 1939), US-amerikanischer Unternehmer, Diplomat und Filmproduzent
- Mack, Eddie, US-amerikanischer R&B- und Blues-Sänger
- Mack, Eduard (1918–2011), deutscher Schriftsteller
- Mack, Elke (* 1964), deutsche katholische Theologin und Hochschullehrer, Professorin für Christliche Soziallehre
- Mack, Ernst (* 1953), deutscher Maler, Zeichner und Experimentalmusiker
- Mack, Erwin (1893–1942), deutscher Offizier, Generalmajor im Zweiten Weltkrieg
- Mack, Eugen (1907–1978), Schweizer Turner
- Mack, Ferdinand (* 1959), deutscher Kickboxer
- Mack, Franz (1921–2010), deutscher Unternehmer, Gründer des Europa-ParksFranz Mack (1921–2010)

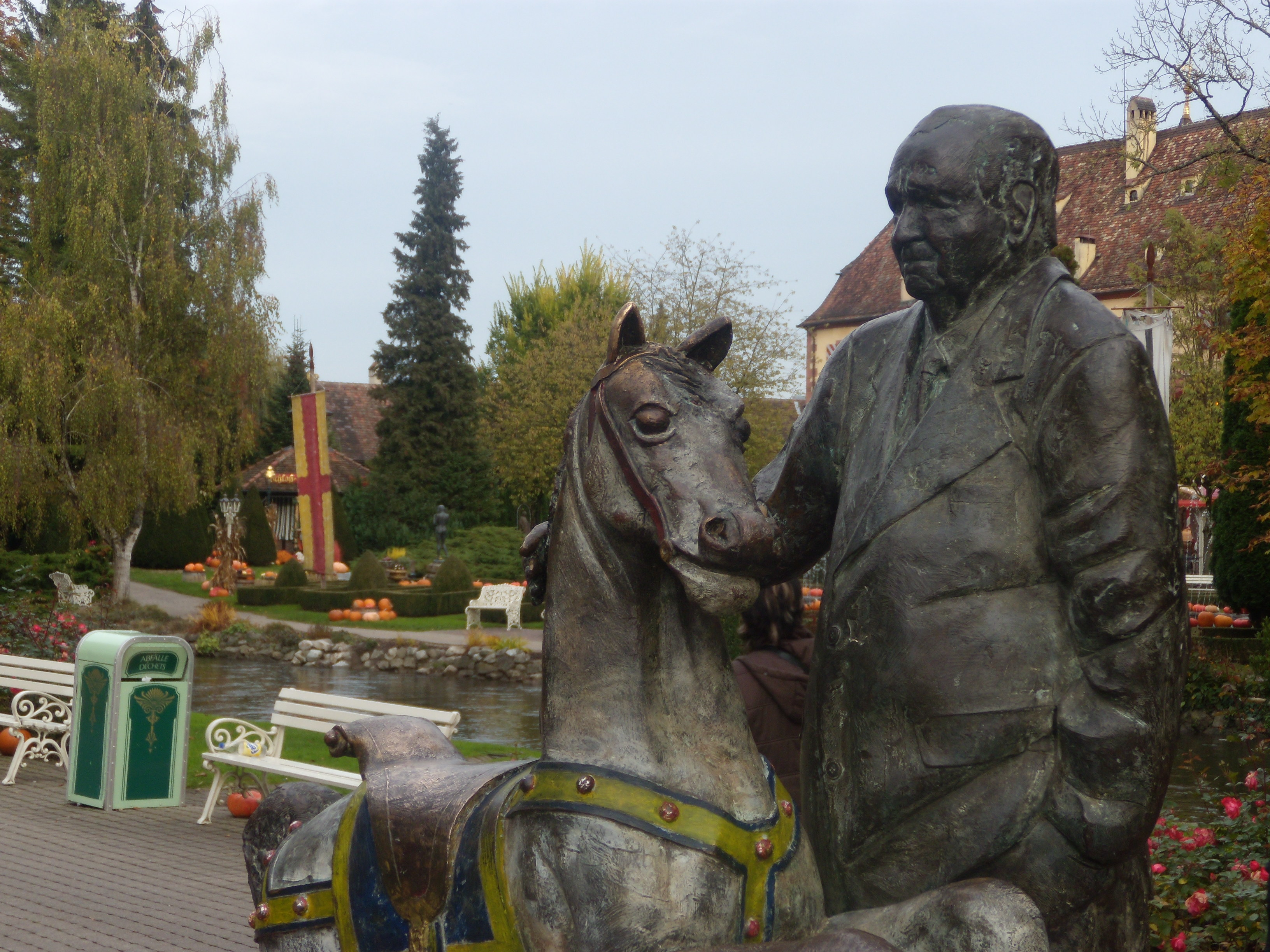
Franz Mack (1921–2010)

- Mack, Franz von (1730–1807), österreich-ungarischer Hofjuwelier, Geheimer Rat und Besitzer der Herrschaft Kalksburg
- Mack, Friedrich (1877–1942), luxemburgischer römisch-katholischer Geistlicher und Märtyrer
- Mack, Georg (1899–1973), deutscher Politiker (CSU), MdL
- Mack, Georg Sigismund (1826–1908), deutscher Unternehmer und Abgeordneter
- Mack, Gerhard (1940–2023), deutscher Physiker
- Mack, Gordon (1898–1948), irischer Badminton- und Tennisspieler
- Mack, Günter (1930–2007), deutscher Schauspieler
- Mack, Günther (1927–2018), deutscher Physiker und Hochschullehrer
- Mack, Hans-Hubertus (* 1954), deutscher Offizier und Erziehungswissenschaftler
- Mack, Hans-Joachim (1928–2008), deutscher General, stellvertretender NATO-Oberbefehlshaber
- Mack, Heinrich (1867–1945), deutscher Historiker und Archivar der Stadt Braunschweig
- Mack, Heinz (* 1931), deutscher Künstler und Experimentator im Spektrum des Farblichts
- Mack, Helen (1913–1986), US-amerikanische Schauspielerin
- Mack, Helga (1938–1995), deutsche Politikerin (CDU), MdHB
- Mack, Huey (* 1991), US-amerikanischer Rapper
- Mack, Ida May, US-amerikanische Blues-Sängerin und Songwriterin
- Mack, Jakob (1824–1907), Unternehmer, Nudelfabrikant
- Mack, Johann Christian (1634–1701), deutscher Mediziner, Physikus in Schneeberg
- Mack, Johann Friedrich (1819–1887), deutscher Unternehmer und Politiker der Freien Stadt Frankfurt
- Mack, Johann Friedrich Hartmann (1790–1852), deutscher Kaufmann und Abgeordneter
- Mack, Johann Martin (1715–1784), deutscher evangelischer Missionar und Bischof auf den dänischen Jungferninseln
- Mack, John E. (1929–2004), US-amerikanischer Psychiater
- Mack, John L. (1927–2021), Tonmeister
- Mack, Jon, US-amerikanische Schauspielerin, Sängerin, Musikproduzentin, Model und Tierschützerin
- Mack, Joseph Wilhelm Ludwig (1767–1835), deutscher Bildhauer
- Mack, Jürgen (* 1958), deutscher UnternehmerJürgen Mack (* 1958)

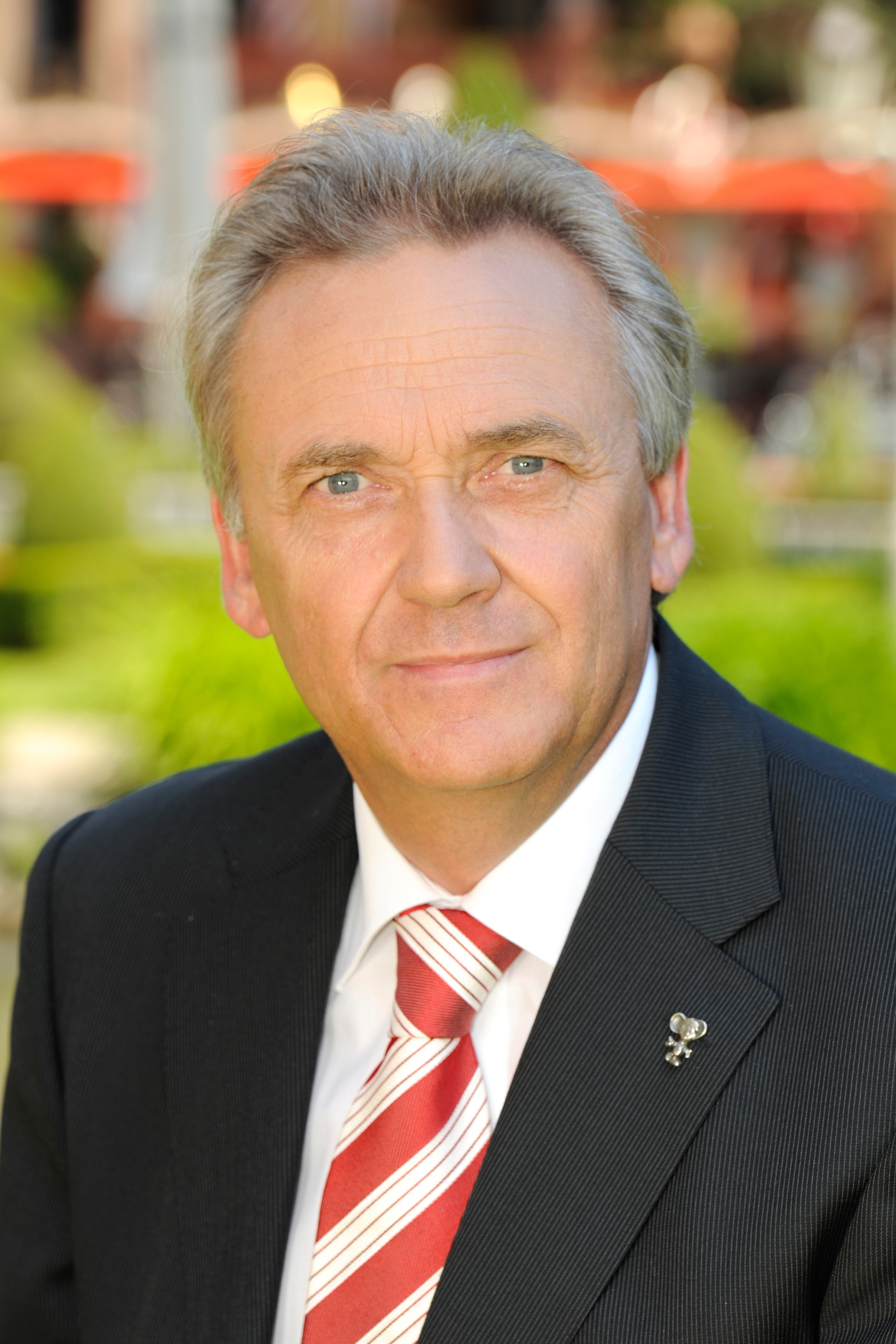
Jürgen Mack (* 1958)

- Mack, Karen (* 1947), deutsche Leichtathletin
- Mack, Karin (* 1940), österreichische Fotokünstlerin
- Mack, Karl (1857–1934), deutscher Physiker und Meteorologe
- Mack, Katie (* 1981), US-amerikanische theoretische Kosmologin, Astrophysikerin und Wissenschaftskommunikatorin
- Mack, Kelley (1992–2025), US-amerikanische Schauspielerin
- Mack, Kevin Scott (* 1959), amerikanischer Filmtechniker für visuelle Effekte
- Mack, Khalil (* 1991), US-amerikanischer American-Football-Spieler
- Mack, Klaus (* 1973), deutscher Politiker (CDU), MdB
- Mack, Kyle (* 1997), US-amerikanischer Snowboarder
- Mack, Laurin (* 2003), deutscher Fußballspieler
- Mack, Lee (* 1968), englischer Komiker und SchauspielerLee Mack (* 1968)

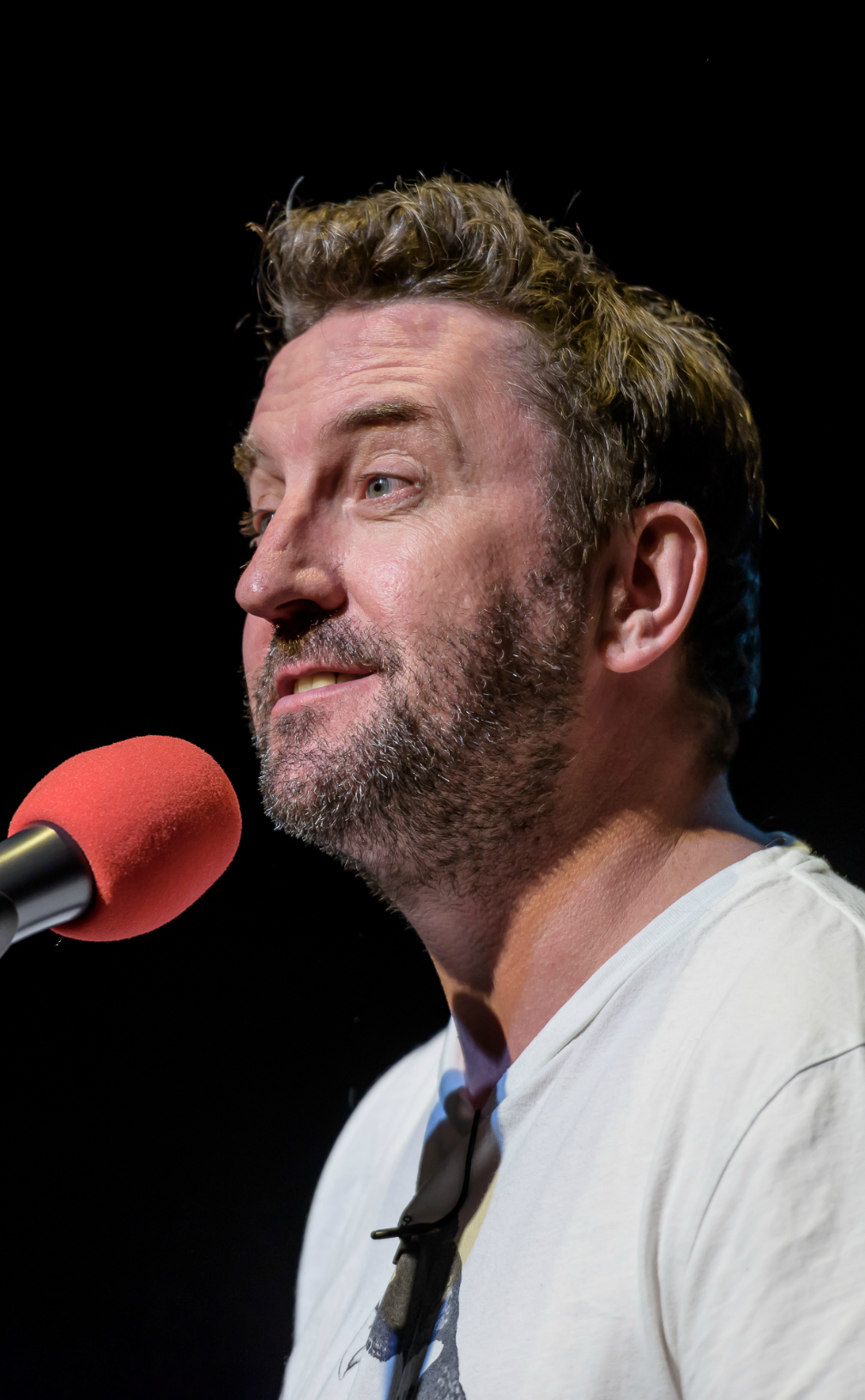
Lee Mack (* 1968)

- Mack, Linda (* 1991), deutsche Handballspielerin
- Mack, Lonnie (1941–2016), US-amerikanischer Gitarrist, Sänger und Songwriter
- Mack, Lorenz (1917–1991), österreichischer Schriftsteller, Publizist, Kulturorganisator, Kulturamtsleiter und Bibliothekar
- Mack, Louise (1870–1935), australische Journalistin und Autorin
- Mack, Luca (* 2000), deutscher Fußballspieler
- Mack, Ludwig (1799–1831), deutscher Bildhauer
- Mack, Lutz (* 1952), deutscher Geräteturner
- Mack, Maria Imma (1924–2006), deutsche Ordensschwester
- Mack, Marion (1902–1989), US-amerikanische Filmschauspielerin, Drehbuchautorin und Produzentin
- Mack, Martin Joseph (1805–1885), deutscher katholischer Theologe
- Mack, Mathias (1801–1882), deutscher Apotheker, Entdecker des Latschenkiefernöls
- Mack, Matthias (* 1973), deutscher Autor
- Mack, Max (1884–1973), deutscher Filmregisseur
- Mack, MC (* 1975), US-amerikanischer Rapper, Sänger, Songwriter, Produzent und Unternehmer
- Mack, Mia (* 2004), deutsche Tennisspielerin
- Mack, Michael (* 1978), deutscher UnternehmerMichael Mack (* 1978)

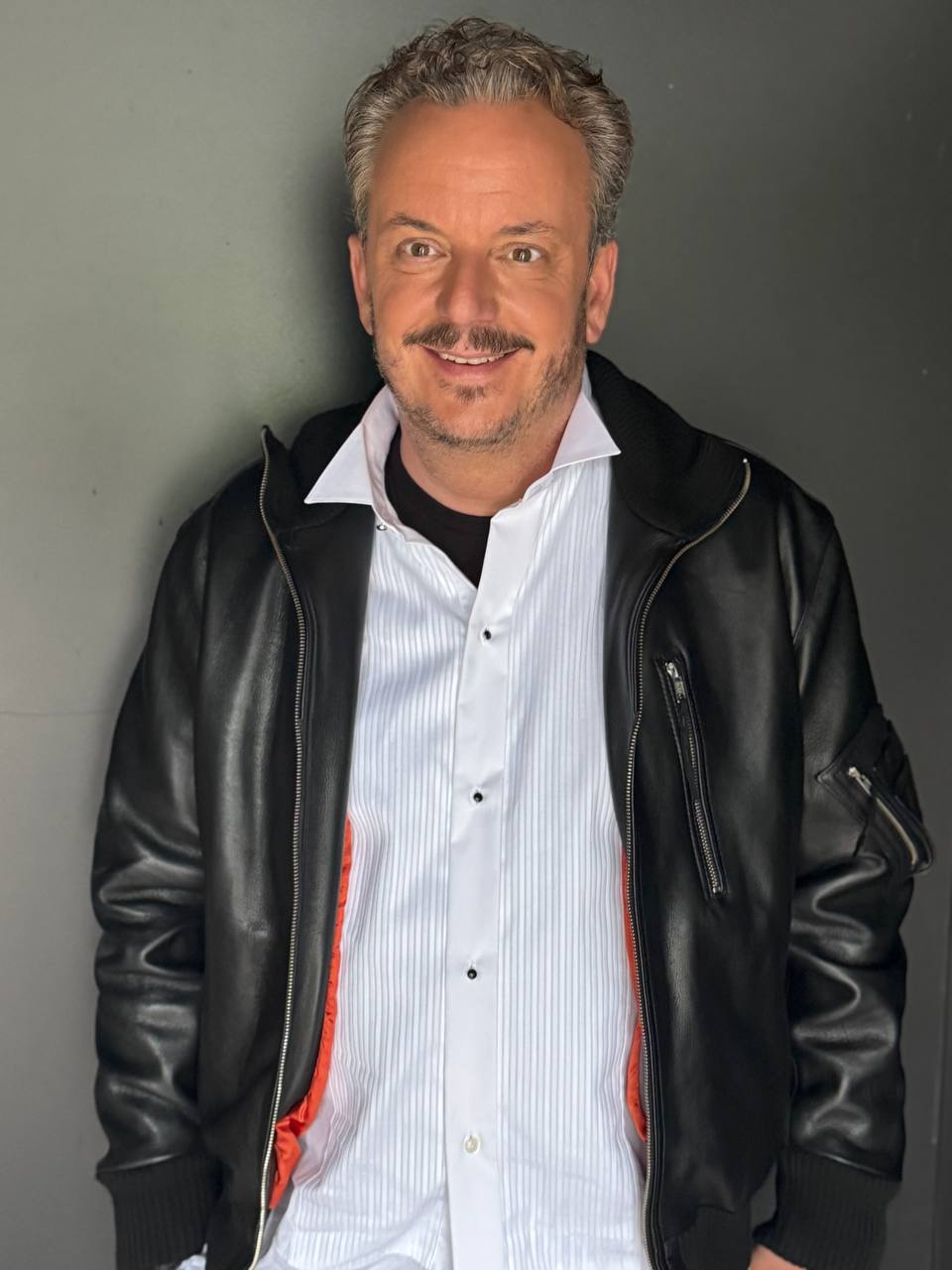
Michael Mack (* 1978)

- Mack, Mirren (* 1997), schottische Schauspielerin
- Mack, Pauline Beery (1891–1974), US-amerikanische Chemikerin und Ernährungswissenschaftlerin
- Mack, Peter (* 1959), deutscher Fußballspieler
- Mack, Peter (* 1992), österreichischer Floorballspieler
- Mack, Peter F. (1916–1986), US-amerikanischer Politiker
- Mack, Raymond W. (1927–2011), US-amerikanischer Soziologe und Hochschullehrer
- Mack, Reinhold (* 1949), deutscher Musikproduzent
- Mack, Robert (1959–2020), österreichischer Eishockeytorwart
- Mack, Roland (* 1949), deutscher Unternehmer, Geschäftsführer des Europa-ParksRoland Mack (* 1949)

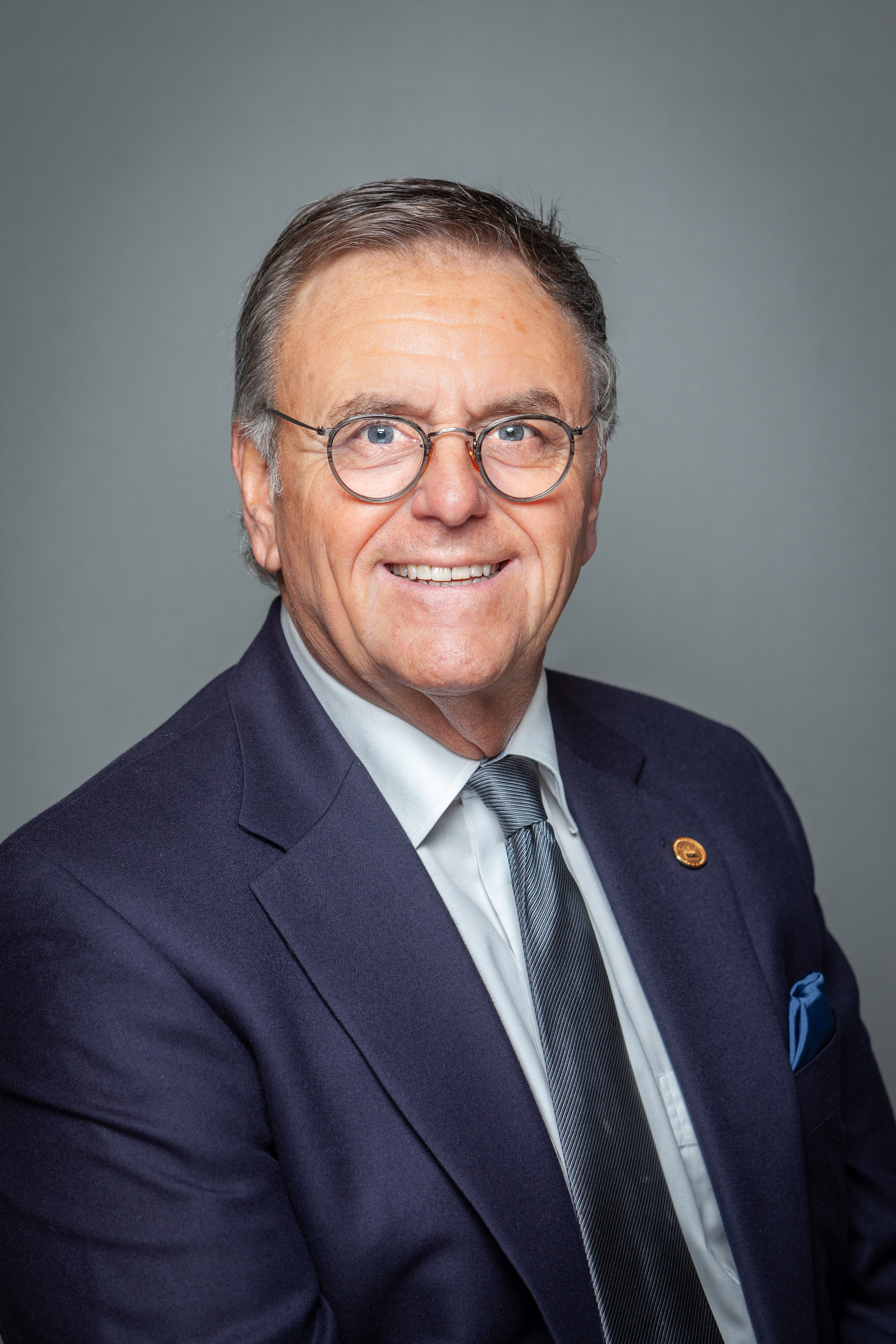
Roland Mack (* 1949)

- Mack, Rudolf (1932–2006), deutscher Religionspädagoge
- Mack, Russell L., US-amerikanischer Offizier, Generalleutnant der US Air Force
- Mack, Russell V. (1891–1960), US-amerikanischer Politiker
- Mack, Shelvin (* 1990), US-amerikanischer Basketballspieler
- Mack, Simon (* 1992), deutscher Musiktheoretiker, Jazzpianist, Arrangeur und Komponist
- Mack, Steven (* 1986), Schweizer Extremsportler und Sportkletterer
- Mack, Theo (1904–1980), deutscher Schauspieler
- Mack, Thomas (* 1981), deutscher Gastronom und Hotelier
- Mack, Timothy (* 1972), US-amerikanischer Stabhochspringer
- Mack, Tom (* 1943), US-amerikanischer American-Football-Spieler
- Mack, Ulrich (1934–2024), deutscher Fotograf
- Mack, Ulrich (* 1951), deutscher evangelischer Theologe
- Mack, Ulrich Friedrich (* 1950), deutscher evangelischer Theologe und Autor
- Mack, Walter (* 1953), deutscher Schwimmer
- Mack, Warner (1935–2022), US-amerikanischer Country-Musiker
- Mack, William P. (1915–2003), US-amerikanischer Offizier, Vizeadmiral der US-Navy
- Mack, Willie (* 1987), US-amerikanischer Profi-Wrestler
- Mack, Winfried (* 1965), deutscher Politiker (CDU), MdL
- Mack, Wolfgang (1808–1883), deutscher Chirurg, Geburtshelfer und Stifter
- Mack, Wolfgang (* 1961), deutscher Psychologe

### Macka
- Macka B (* 1966), britischer ReggaekünstlerMacka B (* 1966)

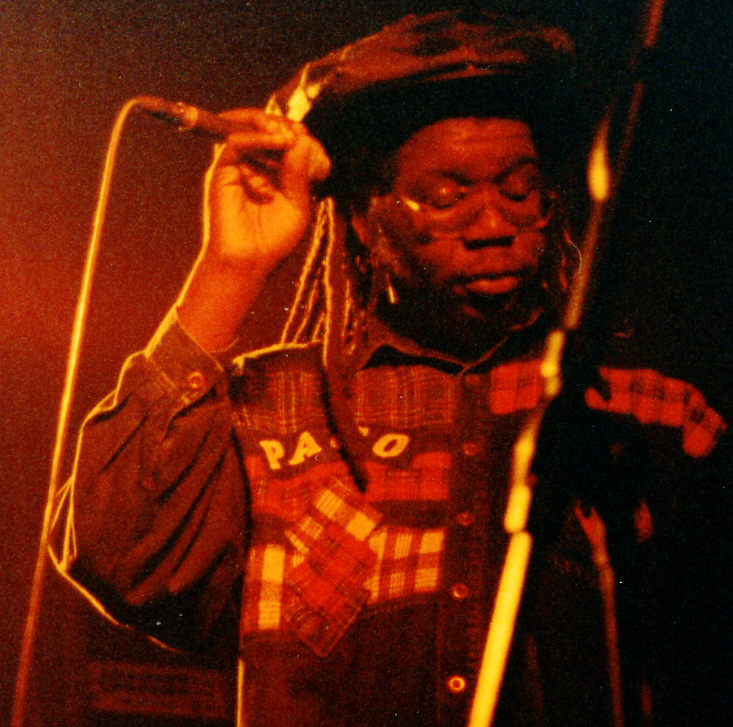
Macka B (* 1966)

- Mackaij, Floortje (* 1995), niederländische Radrennfahrerin
- Mackail-Smith, Craig (* 1984), schottischer Fußballspieler
- Mackaill, Dorothy (1903–1990), US-amerikanische Schauspielerin
- Mackall, Crystal (* 1960), US-amerikanische Ärztin und Immunologin
- Mackandal, François († 1758), Anführer der haitianischen Maroon in Saint-Domingue
- Mackaness, George B. (1922–2007), australischer Immunologe
- Mackasey, Bryce (1921–1999), kanadischer Politiker
- Mackau, Ange René Armand de (1788–1855), französischer Politiker und Admiral
- Mackay, Æneas der Jüngere (1839–1909), niederländischer Politiker der ARP
- Mackay, Æneas, 13. Lord Reay (1905–1963), britischer Peer und Politiker
- Mackay, Alan (1926–2025), britischer Physiker
- Mackay, Alistair (1878–1914), britischer Arzt, Biologe und Polarforscher
- Mackay, Andy (* 1946), britischer MusikerAndy Mackay (* 1946)

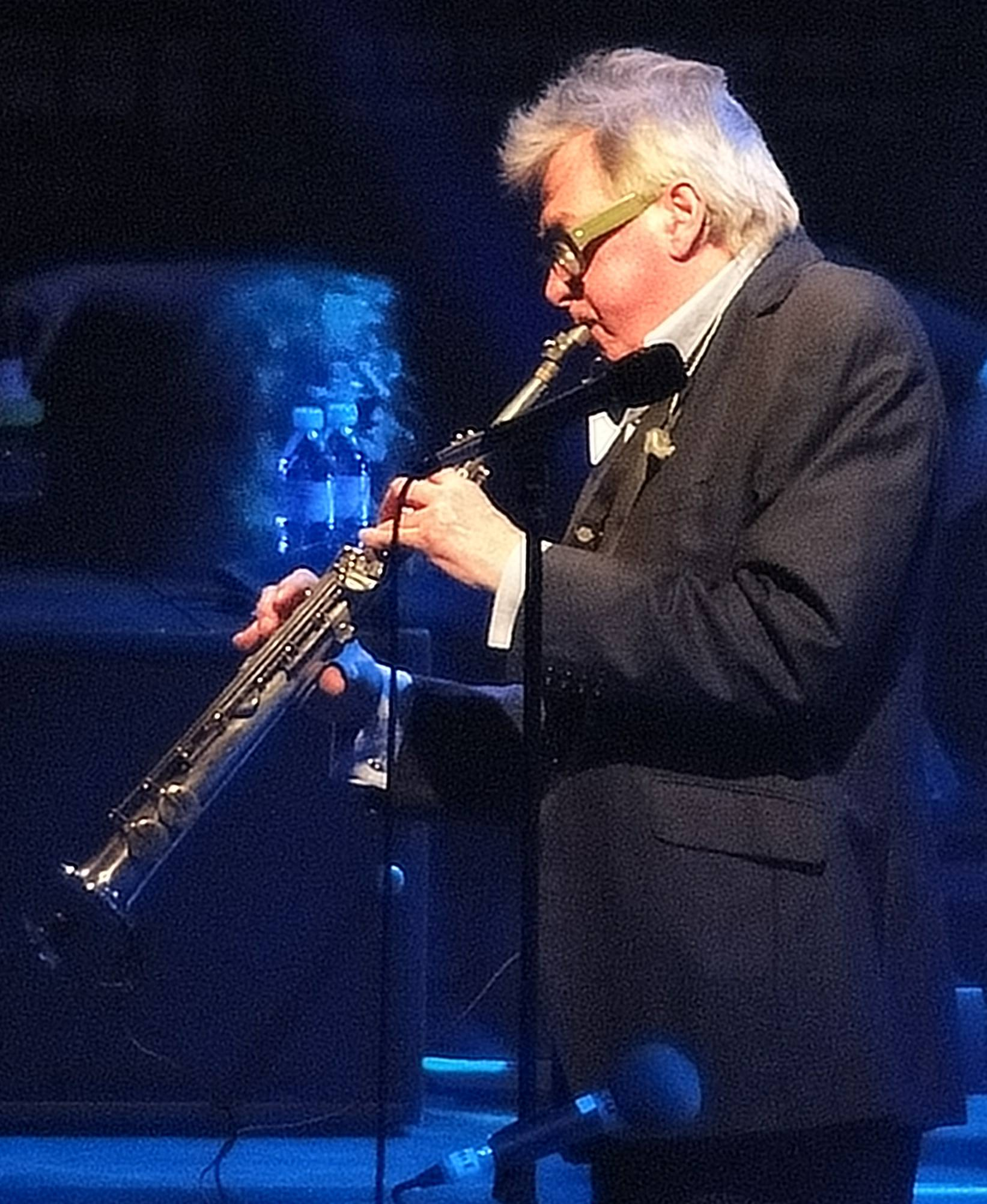
Andy Mackay (* 1946)

- MacKay, Angus (* 1964), schottischer Politiker
- MacKay, Barry (1935–2012), US-amerikanischer Tennisspieler und Kommentator
- MacKay, Brendan (* 1997), kanadischer Freestyle-Skisportler
- MacKay, Buddy (1933–2024), US-amerikanischer Politiker (Demokratische Partei)
- MacKay, Cameron, kanadischer Diplomat
- Mackay, Cameron (* 1996), schottischer Fußballspieler
- Mackay, Charles (1814–1889), schottischer Dichter
- MacKay, Craig (1927–2020), kanadischer Eisschnellläufer
- MacKay, Daniel (* 2001), schottischer Fußballspieler
- MacKay, Dave (1932–2020), US-amerikanischer Jazz-Pianist und Komponist
- Mackay, Dave (1934–2015), schottischer Fußballspieler und -trainer
- MacKay, David (1967–2016), britischer Ingenieurwissenschaftler und Philosoph
- Mackay, Derek (* 1977), schottischer Politiker
- Mackay, Donald (1936–2023), kanadischer Chemiker
- Mackay, Donald George (1870–1958), australischer Entdeckungsreisender
- Mackay, Donald, 11. Lord Reay (1839–1921), niederländisch-britischer Adliger, Politiker und Staatsmann
- Mackay, Donald, Baron Mackay of Drumadoon (1946–2018), britischer Richter und Jurist
- MacKay, Duncan (1937–2019), schottischer Fußballspieler und -trainer
- Mackay, Duncan (* 1950), englischer Symphonic-Rock-Sänger, Keyboarder, Komponist und Arrangeur
- MacKay, Elmer (* 1936), kanadischer Politiker
- Mackay, Elsie (* 1893), britische Schauspielerin und Luftfahrtpionieren
- Mackay, Emily (* 1998), US-amerikanische Leichtathletin
- Mackay, Frances (* 1990), neuseeländische Cricketspielerin
- MacKay, George (* 1992), britischer Filmschauspieler myanmarischer HerkunftGeorge MacKay (* 1992)

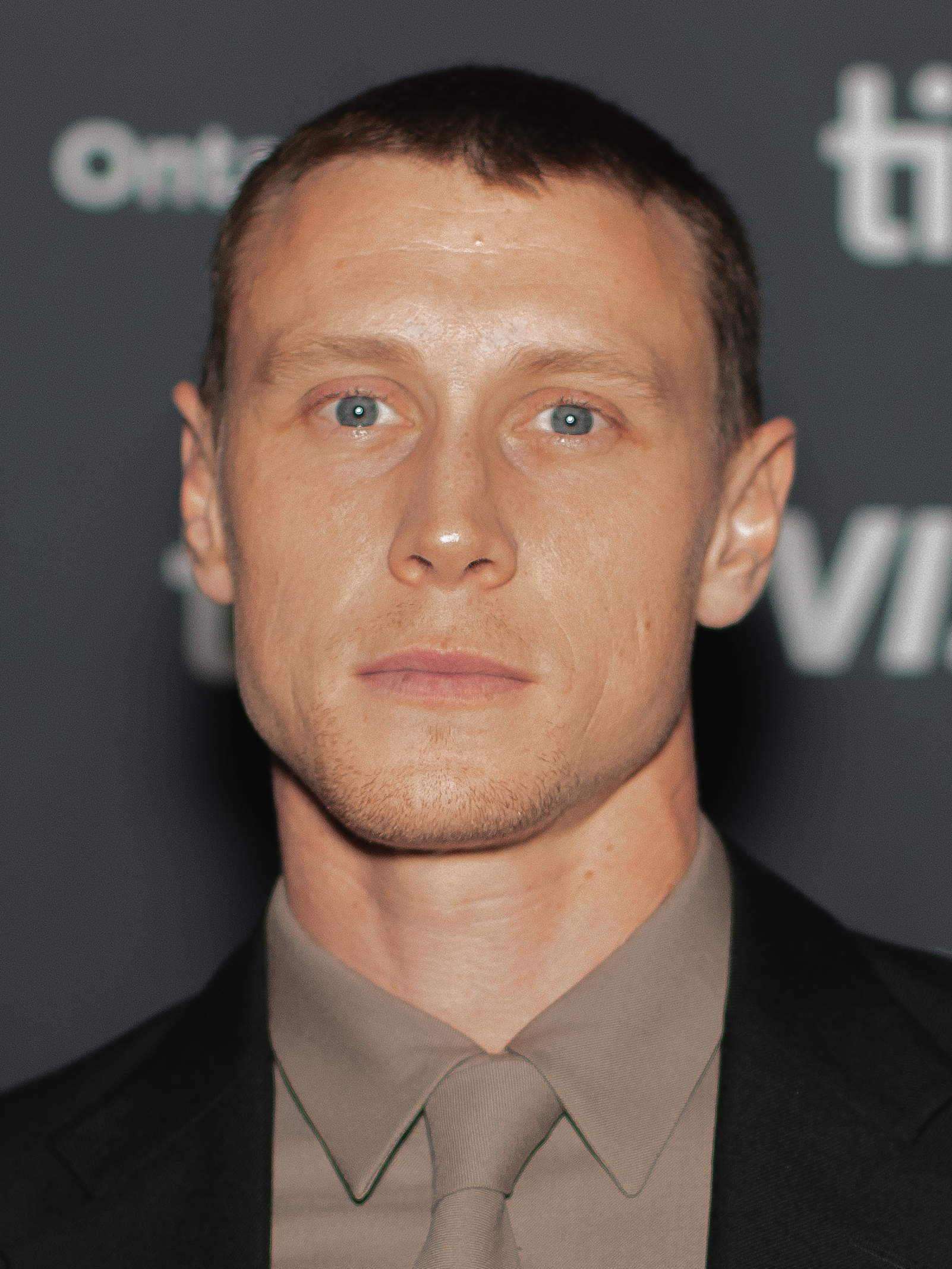
George MacKay (* 1992)

- Mackay, George Leslie (1844–1901), kanadischer Missionar
- Mackay, Hugh († 1692), schottisch-britischer Militär
- Mackay, Hugh, 14. Lord Reay (1937–2013), britischer Peer und Politiker
- Mackay, Iven Giffard (1882–1966), australischer Generalleutnant
- Mackay, J. Ross (1915–2014), kanadischer Geologe
- MacKay, James (1919–2004), US-amerikanischer Politiker
- Mackay, James, schottischer Badmintonspieler
- Mackay, James (* 1984), australischer Schauspieler in Theater, Film und Fernsehen
- Mackay, James, Baron Mackay of Clashfern (* 1927), britischer Jurist
- MacKay, Jeff (1948–2008), US-amerikanischer Schauspieler
- Mackay, Jessie (1864–1938), neuseeländische Lehrerin, Dichterin, Journalistin und Feministin
- MacKay, Jim (1916–2002), kanadischer Animator, Regisseur und Filmproduzent
- Mackay, John (1839–1914), schottischer Entdeckungsreisender und Seemann in Australien
- MacKay, John George (1893–1974), kanadischer Politiker, Vizegouverneur von Prince Edward Island
- Mackay, John Henry (1864–1933), deutscher SchriftstellerJohn Henry Mackay (1864–1933)

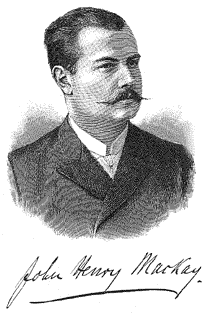
John Henry Mackay (1864–1933)

- Mackay, John Victor (1891–1945), US-amerikanischer Artdirector und Szenenbildner
- MacKay, John, Baron MacKay of Ardbrecknish (1938–2001), britischer Politiker, Mitglied des House of Commons
- Mackay, Malky (* 1972), schottischer Fußballspieler und -trainer
- MacKay, Mark (* 1964), deutsch-kanadischer Eishockeyspieler
- MacKay, Matt (* 1990), deutsch-kanadischer Eishockeyspieler
- Mackay, Nancy (1922–2024), kanadische Sprinterin
- MacKay, Nina (* 1984), deutsche Schriftstellerin
- MacKay, Peter (* 1965), kanadischer Politiker, Mitglied des kanadischen Parlaments und Verteidigungsminister
- MacKay, Robert (* 1956), britischer Mathematiker
- Mackay, Shena (* 1944), schottische Autorin
- Mackay, Simon Brooke, Baron Tanlaw (* 1934), britischer Politiker und Unternehmer
- Mackay, Susan Mary (* 1960), australische Politikerin und Gewerkschafterin
- Mackay, Trudy (* 1952), US-amerikanische Genetikerin und Hochschullehrerin an der Clemson University
- Mackay-Dick, Iain (* 1945), britischer Heeresoffizier, Generalmajor
- MacKay-Fraser, Herbert (1927–1957), US-amerikanischer Rennfahrer
- Mackay-Steven, Gary (* 1990), schottischer Fußballspieler
- MacKaye, Alec (* 1966), US-amerikanischer Musiker
- MacKaye, Benton (1879–1975), US-amerikanischer Forstwissenschaftler
- MacKaye, Ian (* 1962), US-amerikanischer Musiker und Labelgründer
- MacKaye, James Medbury (1872–1935), US-amerikanischer Ingenieur und Philosoph
- MacKaye, Jessie Belle Hardy Stubbs (1876–1921), US-amerikanische Suffragette
- MacKaye, Percy (1875–1956), US-amerikanischer Dramatiker und Dichter
- MacKaye, Steele (1842–1894), amerikanischer Schauspieler, Theaterproduzent und Erfinder

### Macke
- Macke, Andreas (* 1962), deutscher Physiker und Hochschullehrer
- Macke, August (1887–1914), deutscher Maler des ExpressionismusAugust Macke (1887–1914)

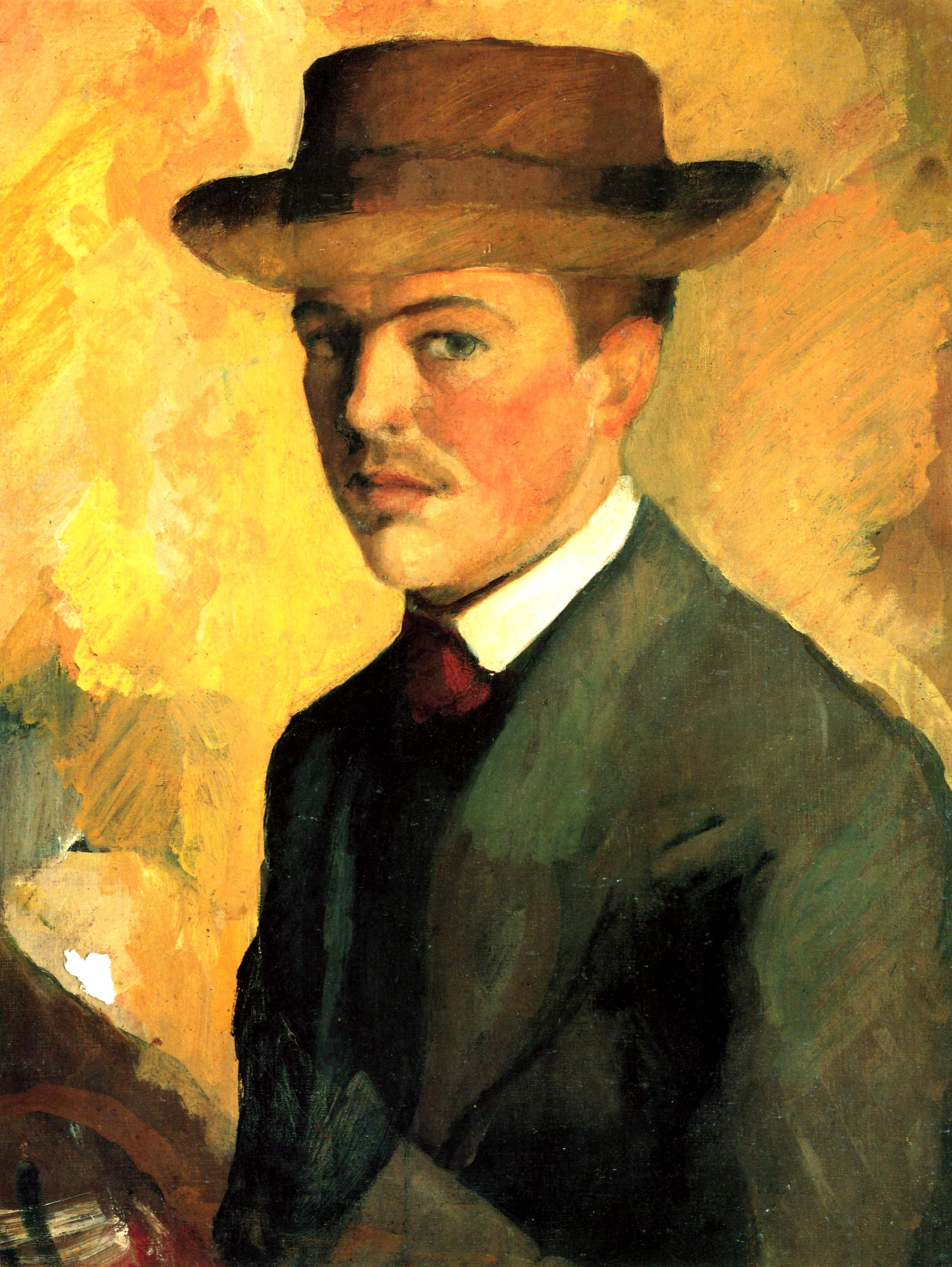
August Macke (1887–1914)

- Macké, Franz Konrad (1756–1844), Maire von Mayence, Bürgermeister von Mainz
- Macke, Gustav (1875–1958), deutscher Landschaftsmaler
- Macke, Helmuth (1891–1936), deutscher Maler
- Macke, Mirek (* 1959), deutsch-polnischer Maler und Aktionskünstler
- Macke, Peter (1939–2014), deutscher Jurist
- Macke, Richard C. (1938–2022), US-amerikanischer Marineoffizier, zuletzt Admiral
- Macke, Ruth (* 1973), deutsch-schweizerische Theaterschauspielerin und Sprecherin
- Macke, Wilhelm (1920–1994), deutscher Physiker
- Macke, Willi Werner (1914–1985), deutscher Rechtswissenschaftler und Staatswissenschaftler, Politiker (CDU), Oberbürgermeister von Koblenz (1960–1972)
- Macke-Brüggemann, Waltraute (1913–2006), deutsche Künstlerin
- Mackeben, Joshua (* 1994), deutscher American-Football-Spieler
- Mackeben, Sören (* 1979), deutscher Wasserballspieler
- Mackeben, Theo (1897–1953), deutscher Pianist, Dirigent und KomponistTheo Mackeben (1897–1953)

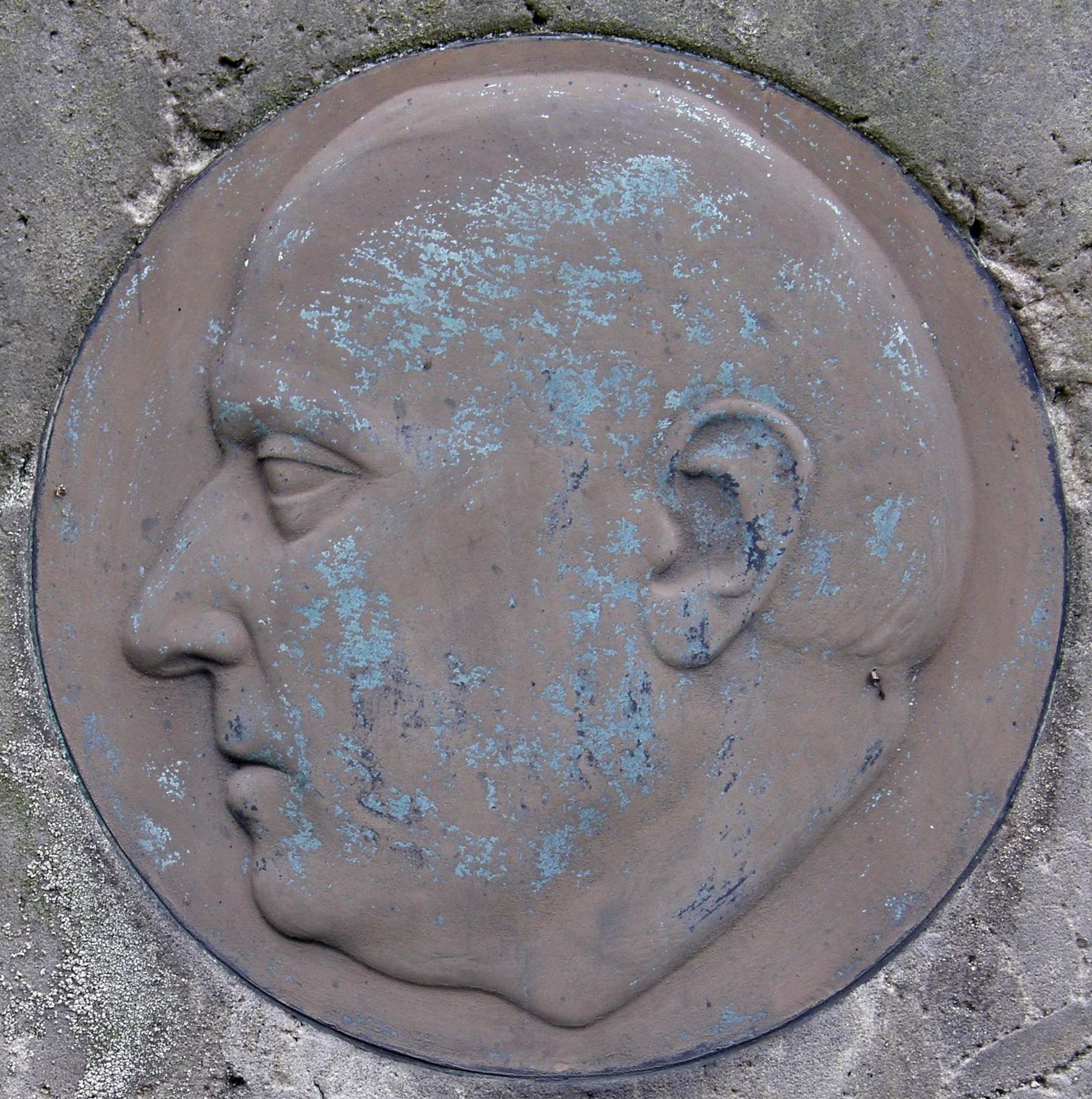
Theo Mackeben (1897–1953)

- Mackeben, Wilhelm (1892–1956), deutscher Diplomat
- Mackel, Billy (1912–1986), US-amerikanischer Jazzgitarrist
- Mäckel, Carl David (1844–1911), Mitglied des Kurhessischen Kommunallandtages
- Mackel, Ralf (* 1965), deutscher Rennfahrer
- Mackeldanz, Oliver (* 1990), deutscher Basketballspieler
- Mackeldey, Erich (1892–1945), deutscher Landwirt und Politiker (ThLB, NSDAP), MdR, MdL, Staatsrat
- Mackeldey, Ferdinand (1784–1834), deutscher Jurist und Hochschullehrer der Universitäten Helmstedt, Marburg und Bonn
- Mackeldey, Friedrich (1793–1865), Minister im Kurfürstentum Hessen
- Mackeldey, Karl (1826–1890), deutscher Porträt- und Landschaftsmaler
- Mackelenberg, Robert van (* 1947), niederländischer Schauspieler
- Mackell, Fleming (1929–2015), kanadischer Eishockeyspieler
- MacKellar, Alastair (* 2002), australischer Radrennfahrer
- Mackellar, Dorothea (1885–1968), australische Poetin, Romanautorin und Übersetzerin
- MacKelvie, Jay W. (1890–1985), US-amerikanischer Offizier, Brigadegeneral der US-Army
- Macken, Eddie (* 1949), irischer Springreiter
- Macken, Eoin (* 1983), irischer Schauspieler, Filmemacher und ModelEoin Macken (* 1983)

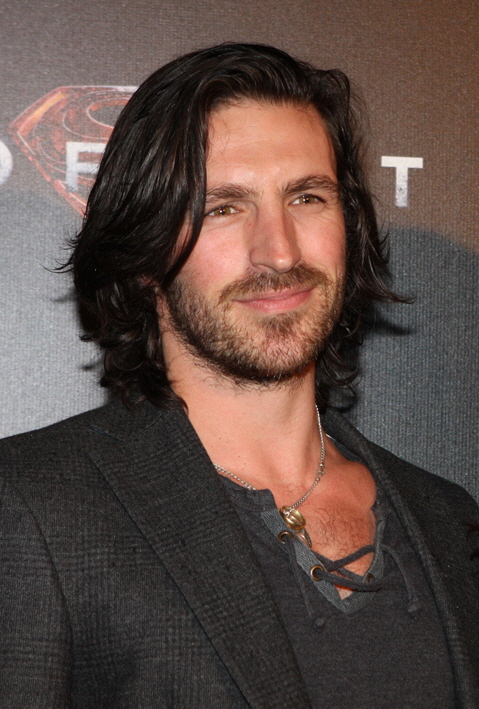
Eoin Macken (* 1983)

- Macken, Fidelma (* 1942), irische Juristin und Richterin am Europäischen Gerichtshof
- Macken, Walter (1915–1967), irischer Autor und Schauspieler
- Mackenbach, Ralf (* 1995), niederländischer Physiker, Sänger, Tänzer und Musicaldarsteller
- Mackendrick, Alexander (1912–1993), US-amerikanischer Regisseur
- Mackenna, Juan (1771–1814), irisch-chilenischer Militärangehöriger, Teilnehmer am chilenischen Unabhängigkeitskrieg
- MacKenna, Kenneth (1899–1962), US-amerikanischer Schauspieler und Regisseur
- Mackenna, María Fernanda (* 1986), chilenische Sprinterin
- Mackennal, Edgar Bertram (1863–1931), australischer Bildhauer
- Mackennal, John Simpson (1832–1901), schottisch-australischer Bildhauer und Architekt
- Mackenrodt, Alwin (1859–1925), deutscher Gynäkologe
- Mackenrodt, Daniel (1790–1859), Oberbürgermeister der Stadt Fulda
- Mackenrodt, Mark-Oliver, deutscher Jurist
- Mackenroth, Anna (1861–1936), deutsch-schweizerische Juristin und Frauenrechtlerin
- Mackenroth, Geert (* 1950), deutscher Jurist und Politiker (CDU)Geert Mackenroth (* 1950)

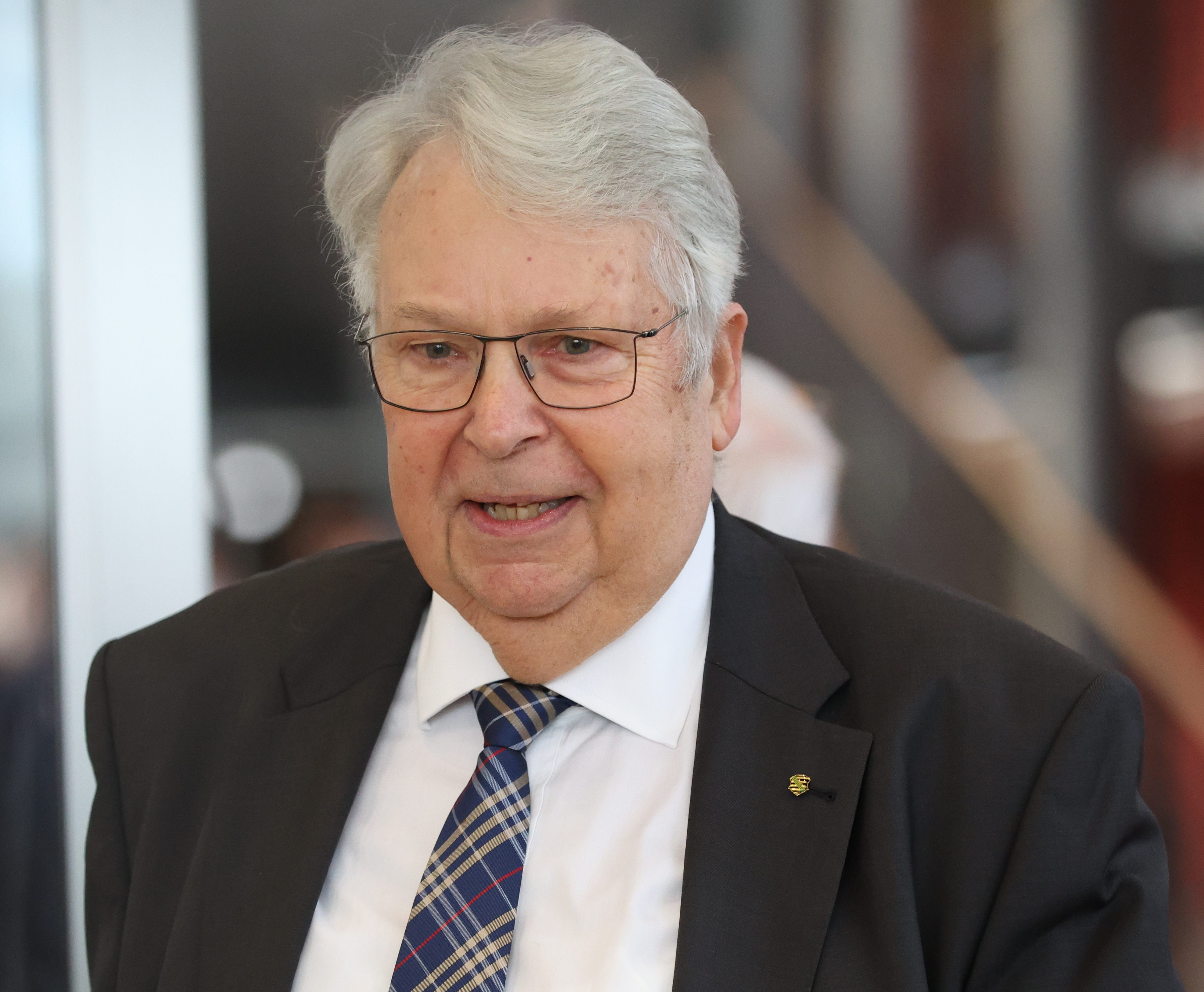
Geert Mackenroth (* 1950)

- Mackenroth, Gerhard (1903–1955), deutscher Soziologe, Bevölkerungswissenschaftler und Statistiker
- Mackenroth, Michael (1942–2024), deutscher Filmregisseur
- Mackensen von Astfeld, Ferdinand (1883–1977), preußischer Verwaltungsjurist
- Mackensen von Astfeld, Stephanie (1894–1985), deutsche NS-Gegnerin; Mitglied der Bekennenden Kirche
- Mackensen, August von (1849–1945), preußischer GeneralfeldmarschallAugust von Mackensen (1849–1945)

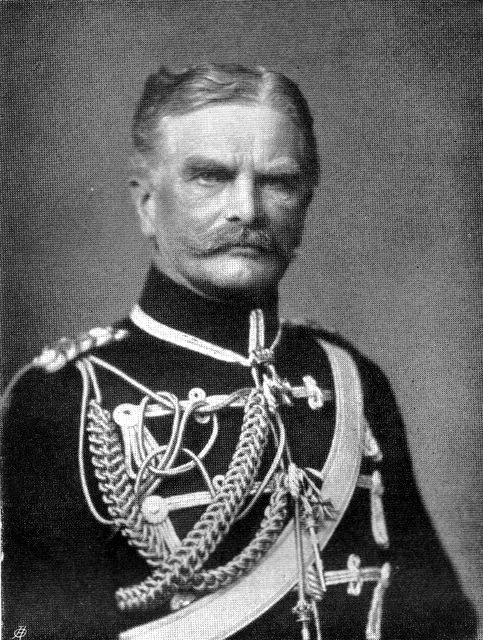
August von Mackensen (1849–1945)

- Mackensen, Eberhard von (1889–1969), deutscher Generaloberst
- Mackensen, Ernst (1840–1909), deutscher Bauingenieur und Wirtschafts-Manager
- Mackensen, Ernst (1846–1892), deutscher Mühlenbesitzer, Mitglied im Preußischen Abgeordnetenhaus
- Mackensen, Fritz (1866–1953), deutscher Maler
- Mackensen, Georg (1895–1965), deutscher Verleger
- Mackensen, Georg Anton (1755–1837), deutscher Jurist und Oberappellationsrat
- Mackensen, Gerd (1949–2023), deutscher Maler, Bühnenbildner, Fotograf und Bildhauer
- Mackensen, Hans Georg von (1883–1947), deutscher Staatssekretär und Botschafter
- Mackensen, Johann Jakob (1721–1785), deutscher Hofbaumeister in Hannover
- Mackensen, Karsten (* 1967), deutscher Musikwissenschaftler
- Mackensen, Ludolf von (1938–2023), deutscher Wissenschaftshistoriker und Museumsleiter
- Mackensen, Lutz (1901–1992), deutscher Sprachforscher, Volkskundler und Lexikograph
- Mackensen, Michael (* 1949), deutscher Provinzialrömischer Archäologe
- Mackensen, Otto (1879–1940), deutscher Maschinenbauingenieur, Optiker und Erfinder
- Mackensen, Rainer (1927–2018), deutscher Soziologe und Bevölkerungswissenschaftler
- Mackensen, Uwe (1955–2019), deutscher Fußballspieler und Sportjournalist
- Mackensen, Wilhelm (1869–1955), deutscher Architekt
- Mackensen, Wilhelm Friedrich August (1768–1798), deutscher Philosoph
- Mackensen-Geis, Isabel (* 1986), deutsche Politikerin (SPD), MdB
- Mackensie, Susan (* 1962), dänische Fußballspielerin
- Mackensy, Lutz (* 1944), deutscher Schauspieler und SynchronsprecherLutz Mackensy (* 1944)

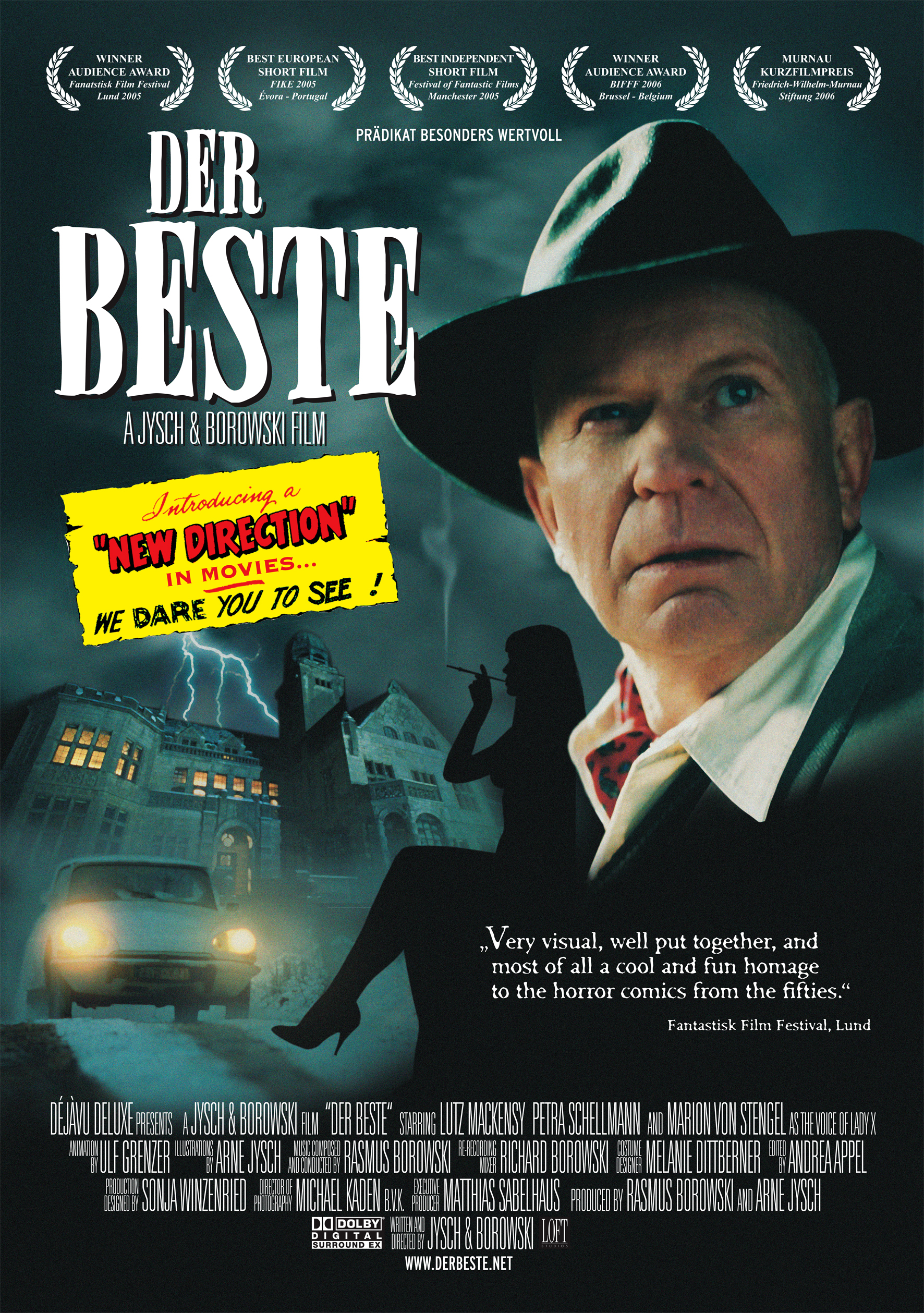
Lutz Mackensy (* 1944)

- Mackenthun, Gerald (* 1950), deutscher Journalist, Autor und Psychotherapeut
- Mackenthun, Gesa (* 1959), deutsche Amerikanistin
- Mackenthun, Heinz Julius (1884–1941), deutscher Unternehmer und Politiker (DDP), MdL
- Mackenthun, Silke (* 1962), deutsche Politikerin (Bündnis 90/Die Grünen), MdL Nordrhein-Westfalen
- Mackenthun, Walter (1882–1948), deutscher Flugpionier
- Mackenyu (* 1996), japanischer Schauspieler
- Mackenzie Stuart, Alexander, Baron Mackenzie-Stuart (1924–2000), schottischer Jurist und Richter am Europäischen Gerichtshof
- MacKenzie, Aaron (* 1981), kanadischer Eishockeyspieler
- MacKenzie, Æneas (1889–1962), britischer Drehbuchautor
- Mackenzie, Alastair (* 1970), britischer Schauspieler
- MacKenzie, Alexander (1764–1820), schottischer Entdecker im Dienst der Hudson’s Bay Company
- Mackenzie, Alexander (1822–1892), kanadischer Bauunternehmer und Politiker
- Mackenzie, Alexander (1844–1921), US-amerikanischer Offizier, Generalmajor der US-Army
- Mackenzie, Alexander (1847–1935), schottischer Komponist
- Mackenzie, Alexander Marshall (1848–1933), schottischer Architekt
- Mackenzie, Alexander Slidell (1803–1848), US-amerikanischer Marineoffizier und Autor
- MacKenzie, Alister (1870–1934), schottischer Golfarchitekt
- Mackenzie, Andrew Peter (* 1964), britischer Physiker
- MacKenzie, Billy (1957–1997), schottischer Sänger
- Mackenzie, Brian, Baron Mackenzie of Framwellgate (* 1943), britischer Politiker (Labour), Mitglied des House of Lords
- Mackenzie, Compton (1883–1972), schottischer Schriftsteller
- Mackenzie, David (* 1966), britischer FilmregisseurDavid Mackenzie (* 1966)

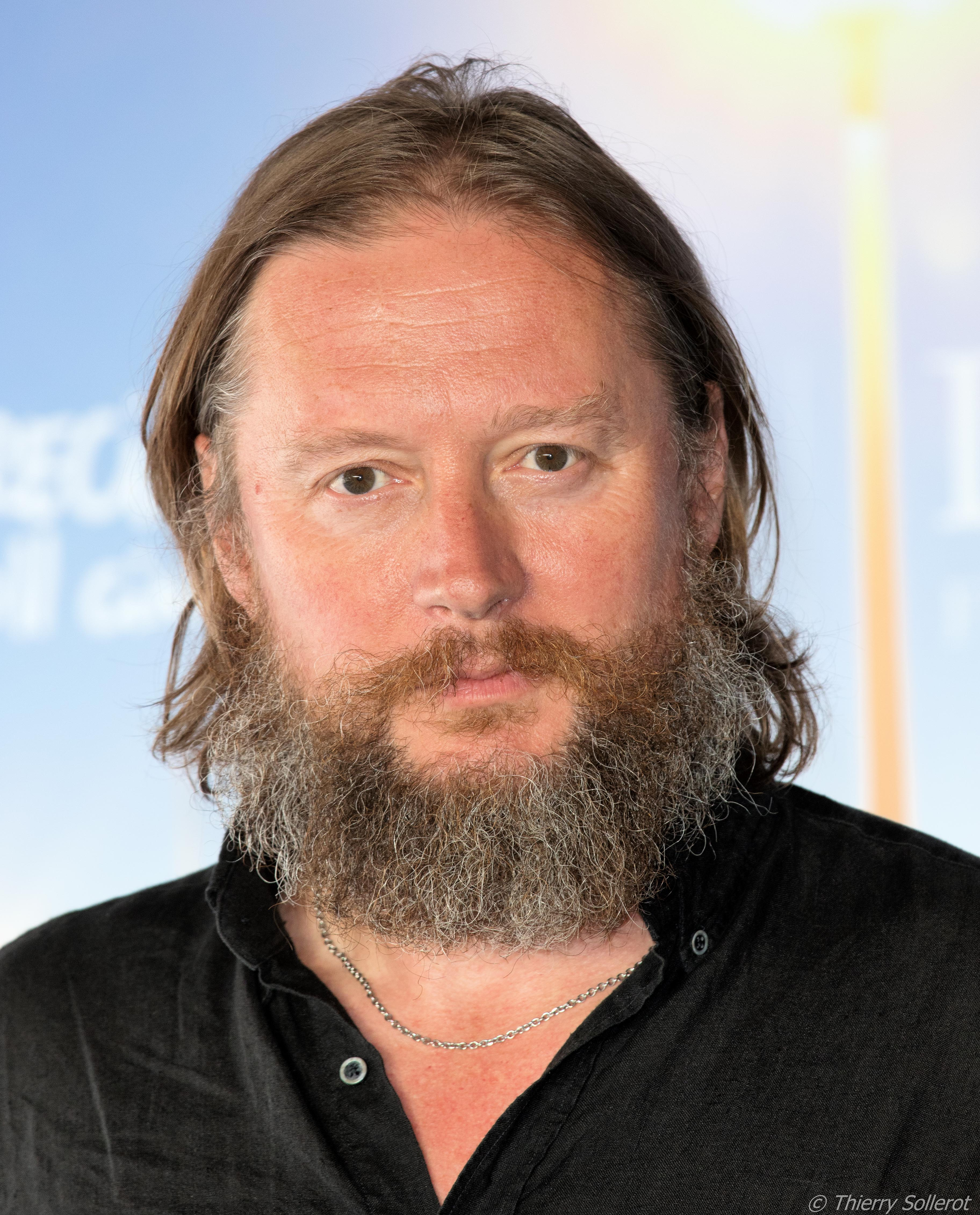
David Mackenzie (* 1966)

- MacKenzie, David Neil (1926–2001), britischer Linguist
- MacKenzie, Derek (* 1981), kanadischer Eishockeyspieler und -trainer
- MacKenzie, Donald (1874–1925), kanadischer Ruderer
- Mackenzie, Duncan (1861–1934), schottischer Archäologe
- MacKenzie, Eric Francis (1893–1969), US-amerikanischer Geistlicher, Weihbischof in Boston
- Mackenzie, Farrah (* 2005), US-amerikanische Schauspielerin
- MacKenzie, Gary (* 1985), schottischer Fußballspieler
- Mackenzie, George Henry (1837–1891), schottisch-US-amerikanischer Schachmeister
- Mackenzie, Hector (1932–2020), britischer Radrennfahrer
- MacKenzie, Hector, Baron MacKenzie of Culkein (* 1940), britischer Krankenpfleger und Gewerkschaftsfunktionär
- Mackenzie, Henry (1745–1831), schottischer Schriftsteller
- Mackenzie, Ian (1890–1949), kanadischer Politiker
- MacKenzie, Ian (* 1953), kanadischer Schwimmer
- MacKenzie, Ian (* 1982), US-amerikanischer Schriftsteller
- MacKenzie, J. C. (* 1970), kanadischer SchauspielerJ. C. MacKenzie (* 1970)

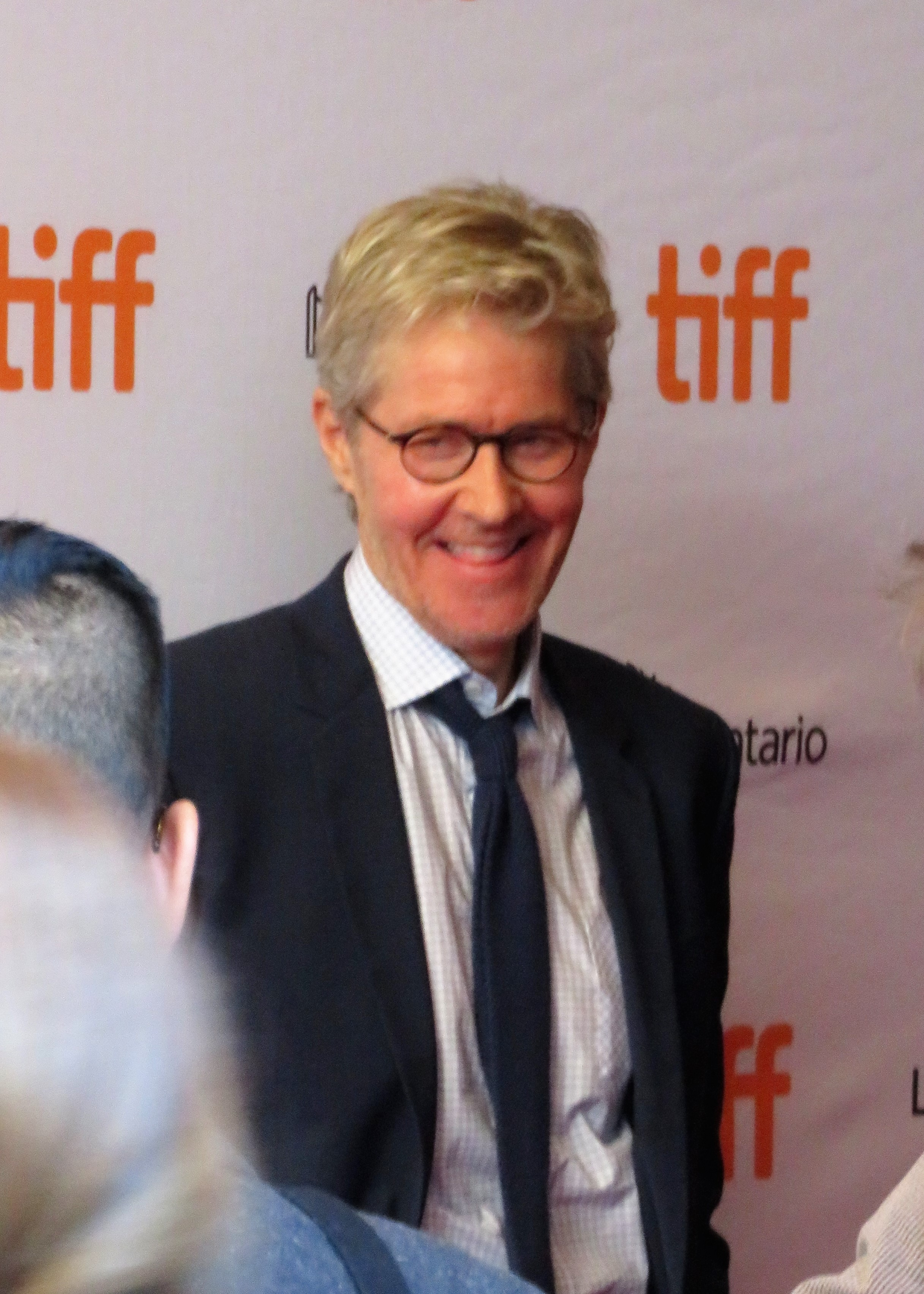
J. C. MacKenzie (* 1970)

- MacKenzie, Jack (* 2000), schottischer Fußballspieler
- Mackenzie, James Wemyss, 5. Baronet (1770–1843), schottischer Adliger und Politiker
- MacKenzie, Jasper (* 1992), kanadischer Biathlet
- Mackenzie, Jeremy (* 1941), britischer General
- Mackenzie, John (1876–1949), britischer Segler
- Mackenzie, John (1928–2011), britischer Filmregisseur
- Mackenzie, John Stuart (1860–1935), britischer Philosoph
- MacKenzie, Johnny (1925–2017), schottischer Fußballspieler
- MacKenzie, Joyce (1925–2021), US-amerikanische Schauspielerin
- Mackenzie, Kenneth Robert Henderson (1833–1886), britischer Übersetzer, Privatgelehrter und Okkultist
- Mackenzie, Kenneth, 3. Earl of Seaforth (1635–1678), schottischer Adliger
- Mackenzie, Linda (* 1983), australische Freistilschwimmerin
- MacKenzie, Louis G., Filmtechniker
- Mackenzie, Marion (1873–1951), englisch-britische Ärztin und Suffragette
- MacKenzie, Mike (* 1958), schottischer Politiker
- Mackenzie, Millicent (1863–1942), englisch-britische Pädagogin, Politikerin und Frauenwahlrechtsaktivistin
- Mackenzie, Morell (1837–1892), englischer Laryngologe
- Mackenzie, Niall (* 1961), britischer Motorradrennfahrer
- MacKenzie, Nick (* 1950), niederländischer Sänger
- Mackenzie, Oceana (* 2002), australische Sportkletterin
- MacKenzie, Philip Charles (* 1946), US-amerikanischer Schauspieler und Filmregisseur
- MacKenzie, Ranald Slidell (1840–1889), General der US-Armee
- Mackenzie, Robert, australischer Tonmeister
- Mackenzie, Robert (1811–1873), britischer Politiker in Australien
- MacKenzie, Roderick Andrew Francis (1911–1994), kanadischer Exeget
- MacKenzie, Ross (1946–2002), kanadischer Sprinter
- Mackenzie, Ryan (* 1982), US-amerikanischer Politiker der Republikaner
- MacKenzie, Scott (* 1980), schottischer Snookerspieler
- MacKenzie, Sloan (* 2002), kanadische Kanutin
- MacKenzie, Sophie (* 1992), neuseeländische Ruderin
- MacKenzie, Stuart (1937–2020), australischer Ruderer
- MacKenzie, Talitha, US-amerikanische Weltmusik-Sängerin
- Mackenzie, Tarran (* 1995), britischer Motorradrennfahrer
- Mackenzie, Thomas (1854–1930), neuseeländischer Politiker der Liberal Party und für kurze Zeit Premierminister des Landes
- MacKenzie, Warren (1924–2018), amerikanischer Keramiker
- Mackenzie, Will (* 1938), US-amerikanischer Fernsehregisseur und Schauspieler
- Mackenzie, William Lyon (1795–1861), schottisch-kanadischer Politiker und 1834 erster Bürgermeister Torontos
- Mackenzie, William, 1. Baron Amulree (1860–1942), britischer Jurist und Politiker, Peer
- Mackeprang, Celeste Rose, dänisch-deutsche Tänzerin und Moderatorin
- MacKereth, Gilbert (1892–1962), britischer Botschafter
- MacKernan, Pádraig (1940–2010), irischer Diplomat
- Mackerodt, Frank (* 1963), deutscher Volleyball- und Beachvolleyballspieler
- Mackerodt, Georg Heimbert von (1691–1743), preußischer Oberstleutnant, Kommandeur des altpreußischen Husarenregiments H 5 und Adeliger
- Mackerras, Charles (1925–2010), australischer Dirigent
- Mackerras, Colin (* 1939), australischer Sinologe
- Mackert, Dennis (* 1977), deutscher Fußballspieler
- Mackert, Jürgen (* 1962), deutscher Soziologe
- Mackert, Lothar, deutscher Basketballspieler
- Mackesy, Charlie (* 1962), britischer Künstler, Illustrator, Autor, Drehbuchautor, Filmregisseur
- Macketanz, Christian (* 1963), deutscher Künstler und Hochschullehrer
- Macketanz, Ferdinand (1902–1970), deutscher Landschafts-, Stillleben- und Porträtmaler
- Mackevič, Michal (* 1953), litauischer Politiker (Seimas)
- Mackey, Alasdair Dougal, Astronom
- Mackey, Donald (1920–1993), kanadischer Organist, Chorleiter und Musikpädagoge
- Mackey, Edmund William McGregor (1846–1884), US-amerikanischer Politiker
- Mackey, Emma (* 1996), französisch-britische Schauspielerin und ModelEmma Mackey (* 1996)

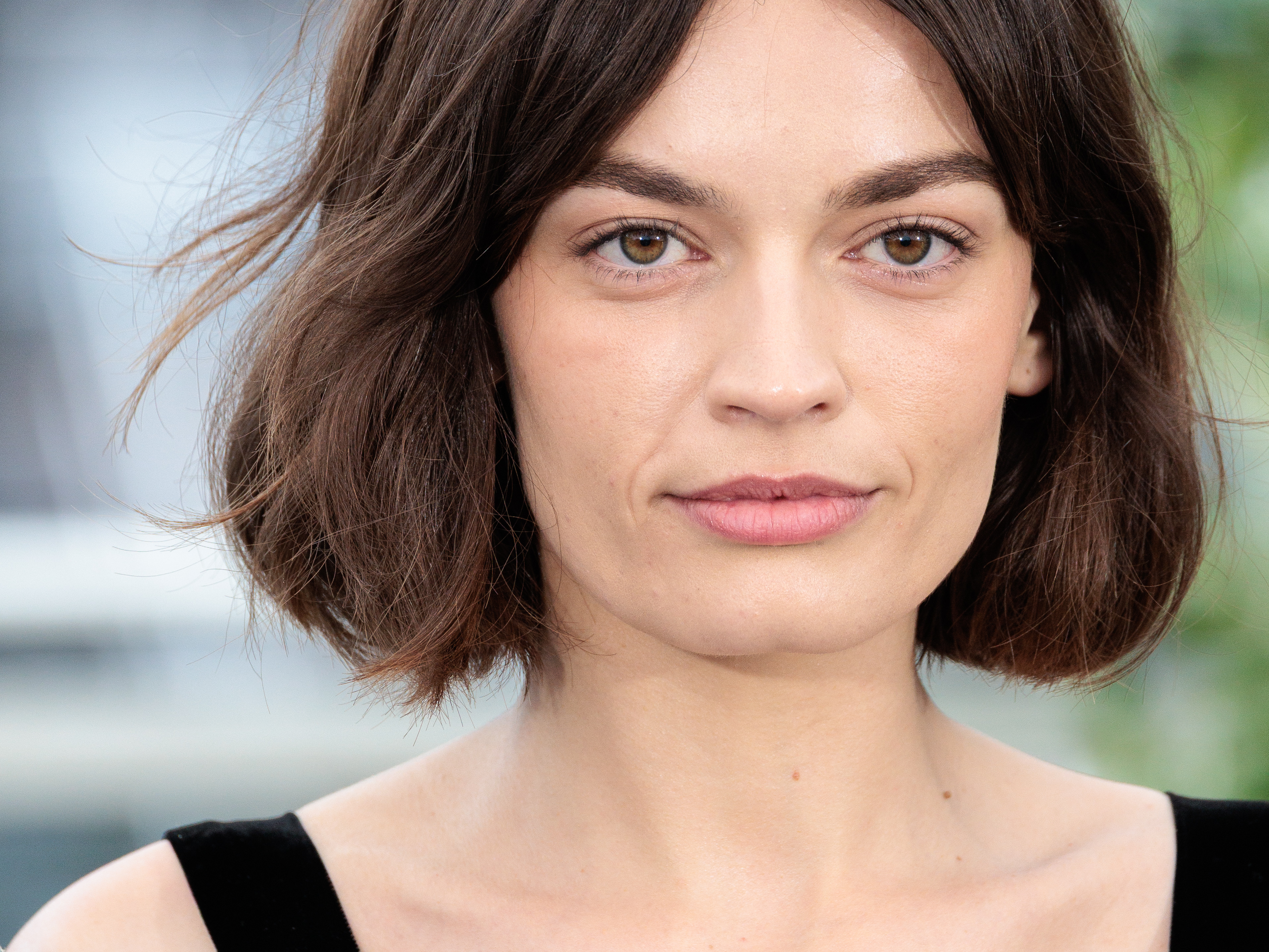
Emma Mackey (* 1996)

- Mackey, Frank (1852–1927), US-amerikanischer Polospieler
- Mackey, George (1916–2006), US-amerikanischer Mathematiker
- Mackey, James (* 1986), US-amerikanischer Pokerspieler
- Mackey, John (1918–2014), neuseeländischer Geistlicher, römisch-katholischer Bischof von Auckland
- Mackey, John (1941–2011), US-amerikanischer American-Football-Spieler
- Mackey, John (* 1953), US-amerikanischer Geschäftsmann
- Mackey, John (* 1973), US-amerikanischer Komponist
- Mackey, Katie (* 1987), US-amerikanische Mittel- und Langstreckenläuferin
- Mackey, Lance (1970–2022), amerikanischer Musher
- Mackey, Levi A. (1819–1889), US-amerikanischer Politiker
- Mackey, Mary (* 1945), US-amerikanische Schriftstellerin und Professorin für englische Literatur
- Mackey, Steve (1966–2023), britischer Musiker und Musikproduzent
- Mackey, Tomás (* 1953), argentinischer Baptistenpastor, Präsident des Baptistischen Weltbundes
- Mackey, William (1915–1995), kanadischer Jesuit, Pädagoge in Bhutan
- MacKey, William (1927–1951), US-amerikanischer Rennfahrer

### Mackh
- Mackh, Emil (1894–1951), deutscher Politiker, Oberbürgermeister von Esslingen am Neckar

### Macki
- Mackichan, Doon (* 1962), britische Comedian und Schauspielerin
- Mackie, Anthony (* 1978), US-amerikanischer FilmschauspielerAnthony Mackie (* 1978)

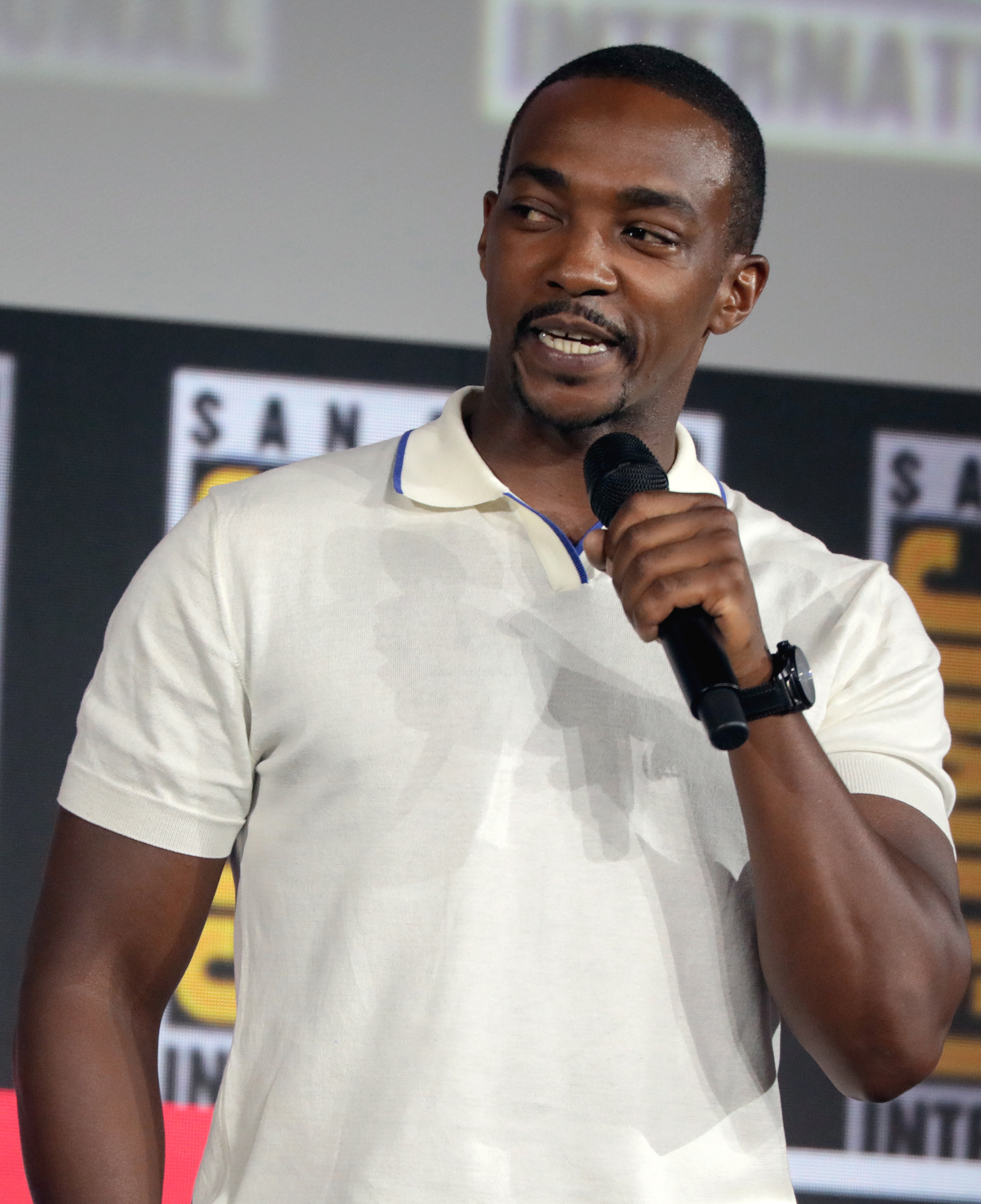
Anthony Mackie (* 1978)

- Mackie, Bob (* 1939), US-amerikanischer Modedesigner und Kostümbildner
- Mackie, George Owen (1929–2023), britisch-kanadischer Zoologe und Meeresbiologe
- Mackie, George, Baron Mackie of Benshie (1919–2015), britischer Politiker (Liberal Democrats), Mitglied des House of Commons
- Mackie, Jamie (* 1985), schottischer Fußballspieler
- Mackie, John C. (1920–2008), US-amerikanischer Politiker
- Mackie, John Leslie (1917–1981), australischer Philosoph
- Mackie, John, Baron John-Mackie (1909–1994), britischer Politiker (Labour), Mitglied des House of Commons und Life Peer
- Mackie, Lise (* 1975), australische Schwimmerin
- Mackie, Pearl (* 1987), britische SchauspielerinPearl Mackie (* 1987)

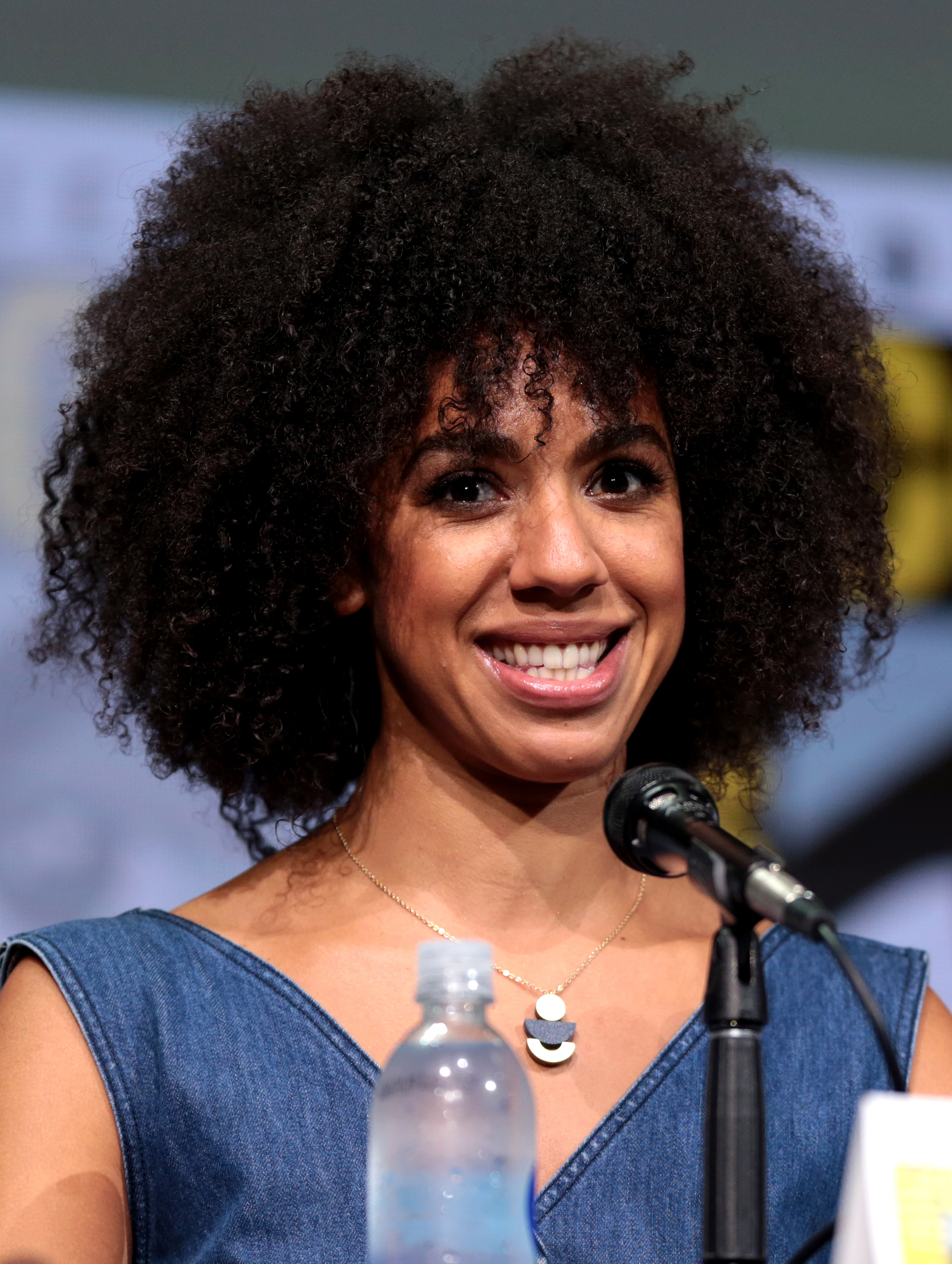
Pearl Mackie (* 1987)

- MacKie, Rona (* 1940), britische Medizinerin und Hochschullehrerin
- Mackie, Sean (* 1998), schottischer Fußballspieler
- Mackie, Steven (1927–2010), schottischer Theologe, Ökumeniker und Friedensaktivist
- Mackie, Wayne (1966–2022), US-amerikanischer Schiedsrichter im American Football
- Mackiewicz, Józef (1902–1985), polnischer Schriftsteller und Emigrant
- Mackiewicz, Stanisław (1896–1966), polnischer Ministerpräsident
- Mackiewicz, Zygmunt (* 1944), litauischer Politiker, Mitglied des Seimas
- MacKillop, Mary (1842–1909), australische Ordensschwester, Ordensgründerin
- Mackin, James (1822–1887), US-amerikanischer Händler, Bankier und Politiker
- Mackinder, Halford (1861–1947), englischer Geograph und Geopolitiker, Mitglied des House of CommonsHalford Mackinder (1861–1947)

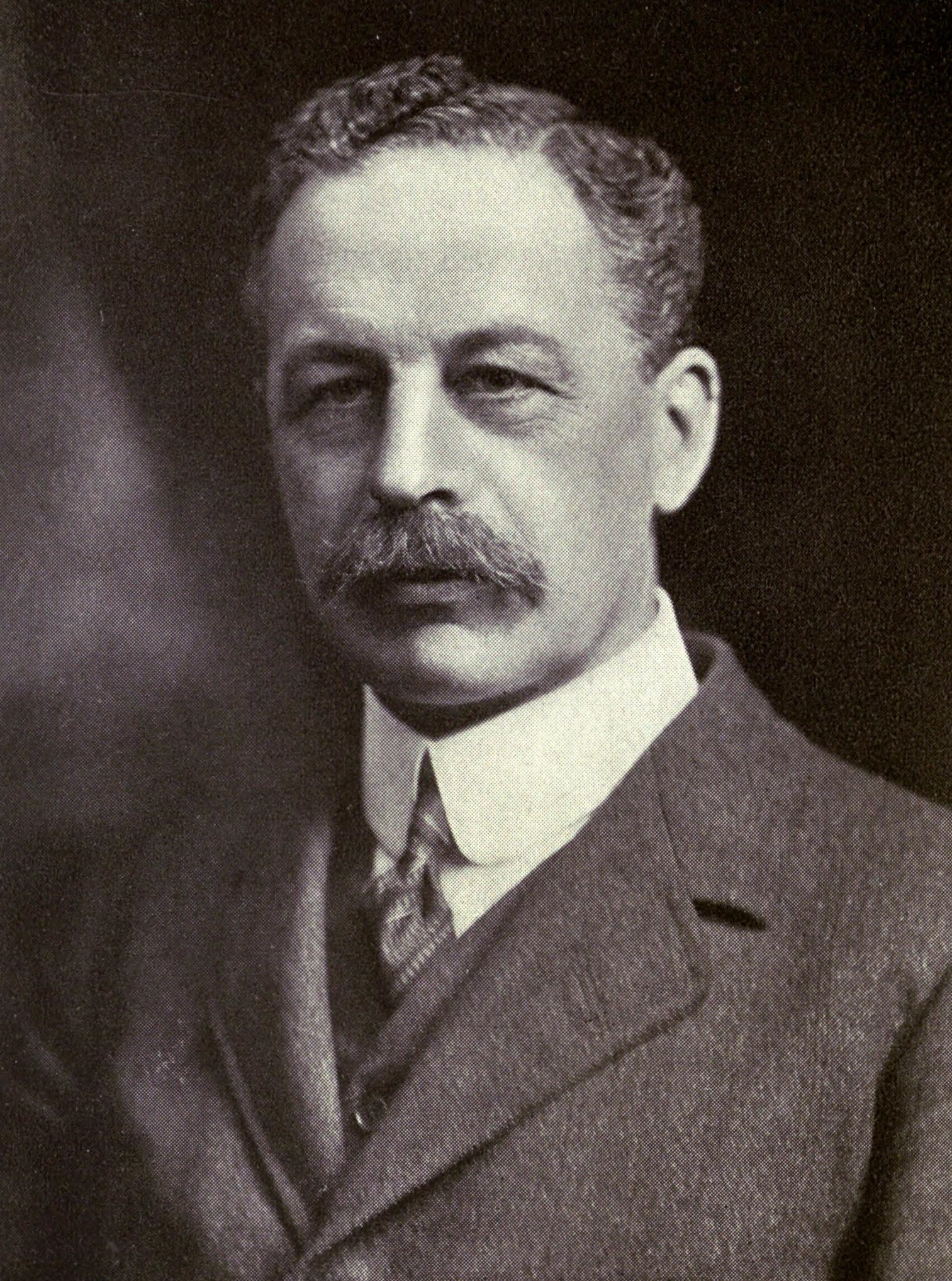
Halford Mackinder (1861–1947)

- Mackinger, Gunter (* 1956), österreichischer Autor von eisenbahnbezogenen Sachbüchern
- MacKinlay, James (* 2000), britischer Tennisspieler aus England
- Mackinlay, Shane (* 1965), australischer Geistlicher und römisch-katholischer Bischof von Sandhurst
- MacKinnon, Archibald (* 1937), kanadischer Ruderer
- Mackinnon, Billy (1852–1942), schottischer Fußballspieler
- MacKinnon, Billy (* 1953), britischer Drehbuchautor, Produzent und Dichter
- MacKinnon, Catharine (* 1946), US-amerikanische Anwältin und Feministin
- MacKinnon, Colin Francis (1810–1879), kanadischer Geistlicher, römisch-katholischer Bischof von Arichat
- MacKinnon, Darian (* 1985), schottischer Fußballspieler
- MacKinnon, Donald Alexander (1863–1928), kanadischer Politiker, Vizegouverneur von Prince Edward Island
- MacKinnon, Donald Mackenzie (1913–1994), schottischer Philosoph und Theologe
- Mackinnon, Duncan (1887–1917), britischer Ruderer
- MacKinnon, Esmé (1913–1999), britische Skirennläuferin
- MacKinnon, George (1906–1995), US-amerikanischer Jurist und Politiker
- MacKinnon, Gillies (* 1948), britischer Regisseur und Drehbuchautor
- MacKinnon, James Angus (1881–1958), Politiker der Liberalen Partei Kanadas
- MacKinnon, James B. (* 1970), kanadischer, unabhängiger Journalist, Redakteur und Buchautor
- MacKinnon, John (* 1947), britischer Zoologe und Naturschützer
- MacKinnon, Kathy (1948–2023), britische Zoologin und Naturschützerin
- MacKinnon, Kyle (* 1987), US-amerikanischer Eishockeyspieler und -scout
- MacKinnon, Margo (* 1931), kanadische Sängerin (Sopran) und Gesangspädagogin
- MacKinnon, Murdock (1865–1944), kanadischer Politiker, Vizegouverneur von Prince Edward Island
- MacKinnon, Nathan (* 1995), kanadischer EishockeyspielerNathan MacKinnon (* 1995)

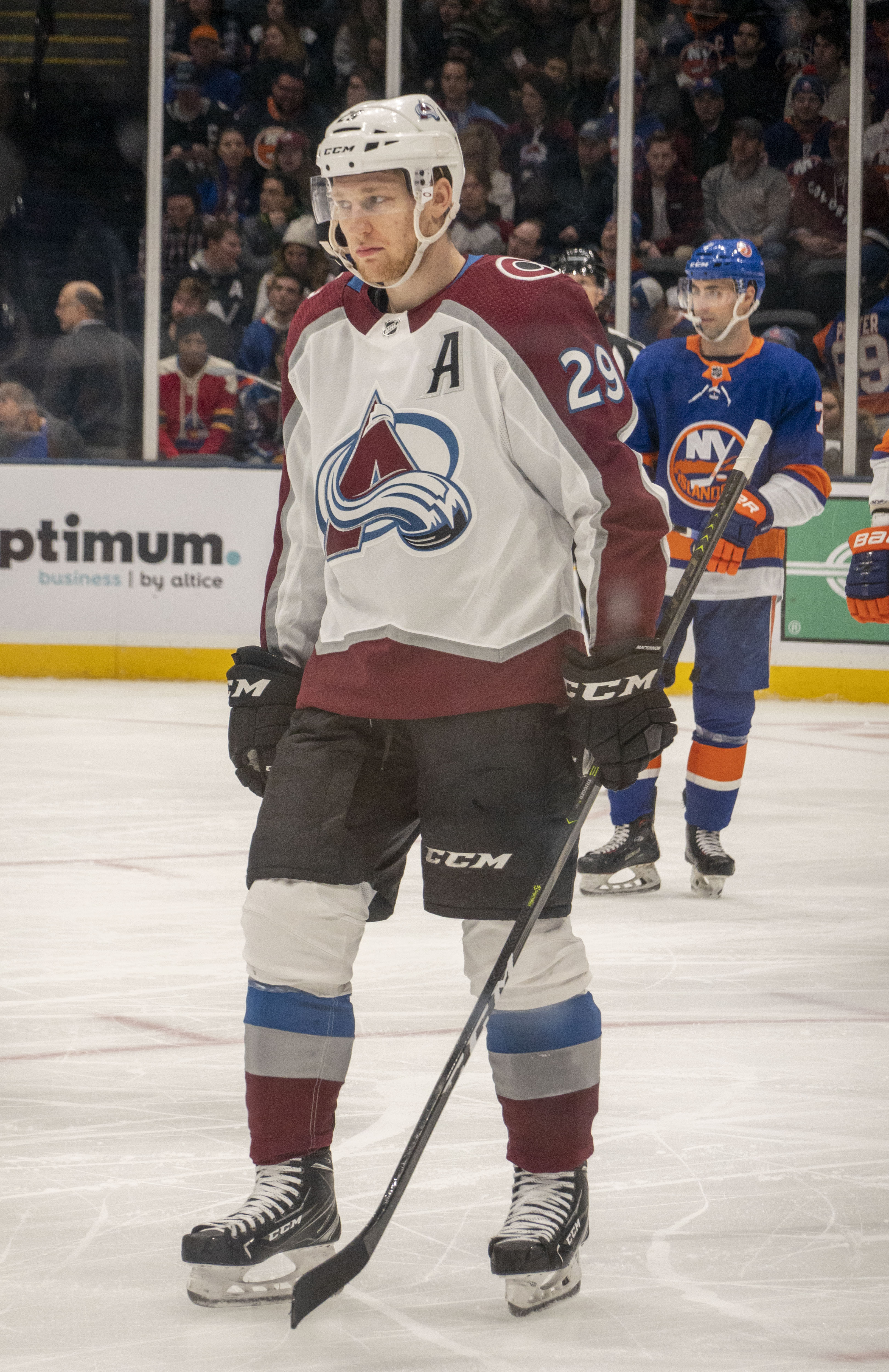
Nathan MacKinnon (* 1995)

- MacKinnon, Philip (* 1944), kanadischer Botschafter
- MacKinnon, Rebecca (* 1969), US-amerikanische Bloggerin, Internetaktivistin und Mitgründerin von Global Voices Online
- MacKinnon, Roderick (* 1956), US-amerikanischer Biochemiker und Mediziner, Nobelpreisträger für Chemie
- Mackinnon, Simmone Jade (* 1973), australische Schauspielerin
- Mackinnon, William, 1. Baronet (1823–1893), schottischer Reeder und Handelsunternehmer
- Mackintosh, Aeneas (* 1879), britischer Seemann und Polarforscher
- Mackintosh, Allan Roy (1936–1995), britischer Physiker
- Mackintosh, Cameron (* 1946), britischer Theater- und Musicalproduzent
- Mackintosh, Charlach (1935–2019), britischer Skirennläufer
- Mackintosh, Charles Henry (1820–1896), Prediger, Theologe, Darbyst
- Mackintosh, Charles Rennie (1868–1928), schottischer Architekt, Innenarchitekt, Kunsthandwerker, Designer, Grafiker und MalerCharles Rennie Mackintosh (1868–1928)

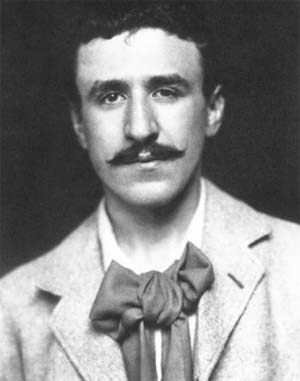
Charles Rennie Mackintosh (1868–1928)

- Mackintosh, Chris (1903–1974), britischer Sportler
- Mackintosh, Donald (1877–1943), schottischer römisch-katholischer Geistlicher
- Mackintosh, Donald Aloysius (1844–1919), schottischer römisch-katholischer Geistlicher
- Mackintosh, Douglas (1931–2024), britischer Skirennläufer
- Mackintosh, Gregor (* 1970), englischer Metal- und Rock-Gitarrist, Sänger und Songwriter
- Mackintosh, James (1765–1832), britischer Politiker, Mitglied des House of Commons
- Mackintosh, Ken (1919–2005), britischer Jazz- und Unterhaltungsmusiker, Bigband-Leader
- Mackintosh, Lils (1955–2023), niederländische Jazz- und Blues-Sängerin
- Mackintosh, Louise (1864–1933), englische Filmschauspielerin
- Mackintosh, Sheena (1928–2018), britische Skirennläuferin
- Mackintosh, Steven (* 1967), britischer Schauspieler
- Mackintosh, Tom (* 1997), neuseeländischer Ruderer
- Mackintosh, Vora (1929–1998), britische Skirennläuferin
- Mackiw, Theodore (1918–2011), US-amerikanischer Historiker und Linguist

### Mackl
- Macklemore (* 1983), US-amerikanischer RapperMacklemore (* 1983)

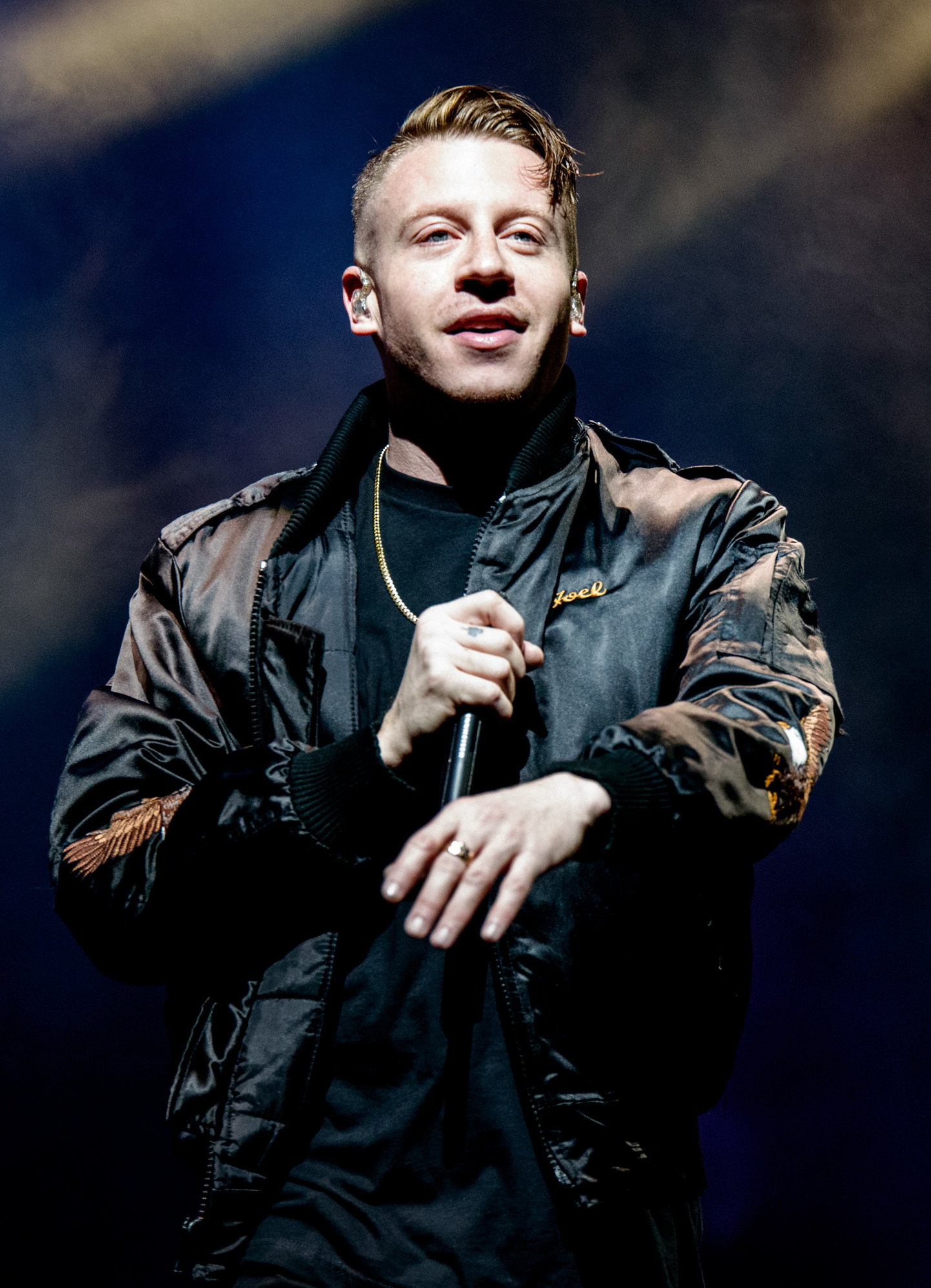
Macklemore (* 1983)

- Mäckler, Andreas (* 1958), deutscher Kunsthistoriker, Autor, Biograph und Ghostwriter
- Mäckler, Christoph (* 1951), deutscher Architekt
- Mäckler, Friedrich Wilhelm Ludwin (1852–1913), deutscher Architekt und kommunaler Baubeamter, Stadtbaurat von Koblenz
- Mäckler, Hermann (1910–1985), deutscher Architekt
- Macklin, Alexander (1889–1967), britischer Arzt und Polarforscher
- Macklin, Jenny (* 1953), australische Politikerin
- Macklin, John Joseph (1947–2014), britischer Romanist und Hispanist
- Macklin, Lance (1919–2002), britischer Rennfahrer
- Macklin, Matthew (* 1982), britischer Boxer
- Macklin, Vernon (* 1986), US-amerikanischer Basketballspieler
- Macklot, Heinrich Christian (1799–1832), deutscher Naturforscher und Zoologe

### Mackm
- Mackmull, Jack V. (1927–2011), US-amerikanischer Offizier, Generalleutnant der US-Army
- Mackmurdo, Arthur Heygate (1851–1942), britischer Architekt und Designer

### Mackn
- Macknowski, Steve (1922–2013), US-amerikanischer Kanute

### Macko
- Macko, Martin (* 1920), tschechoslowakischer Fußballschiedsrichter
- Mackovičová, Natália (* 1983), slowakische Fußballspielerin
- Mačkovšek, Borut (* 1992), slowenischer Handballspieler
- Maćków, Jerzy (* 1961), polnisch-deutscher Politikwissenschaftler
- Mackowiak, Anton (1922–2013), deutscher Ringer
- Mackowiak, Klaus-Dieter (* 1947), deutscher Fußballspieler
- Maćkowiak, Robert (* 1970), polnischer Leichtathlet
- Mackowitz, Rudolf (1915–1959), österreichischer Journalist und Politiker (ÖVP), Abgeordneter zum Nationalrat
- Mackowsky, Hans (1871–1938), deutscher Kunsthistoriker
- Mackowsky, Siegfried (1878–1941), deutscher Landschaftsmaler, Radierer und Holzschneider

### Mackr
- Mackrel, Dennis (* 1962), US-amerikanischer Jazzschlagzeuger
- Mackrell, Judith, britische Tanzkritikerin
- Mackridge, Peter (1946–2022), britischer Neogräzist
- Mackrodt, Robert (* 1847), deutscher Altphilologe und Gymnasiallehrer
- Mackrott, Friedrich Adolph (1811–1880), deutscher Musiker

### Macks
- Mackscheidt, Klaus (1935–2023), deutscher Wirtschaftswissenschaftler

### Macku
- Macku, Eduard (1901–1999), österreichischer Komponist, Dirigent und Intendant
- Macků, Zdeněk Antonín (1943–2006), tschechischer Maler
- MacKune, William (1882–1955), britischer Turner

### Mackw
- Mackwitz, Hanswerner (1945–2010), deutscher Chemiker und Umweltaktivist
- Mackworth, Herbert (1687–1765), britischer Industrieller und Politiker
- Mackworth, Herbert, 1. Baronet (1737–1791), britischer Politiker, Industrieller und Adliger
- Mackworth, Humphrey (1657–1727), britischer Politiker und Unternehmer
- Mackworth, Margaret, 2. Viscountess Rhondda (1883–1958), britische Schriftstellerin und Frauenrechtlerin
- Mackworth, Norman (1917–2005), britischer Psychologe und Neurowissenschaftler
- Mackworth-Praed, Cyril (1891–1974), britischer Sportschütze